# Persone di nome Marco
| Questa pagina contiene informazioni ricavate automaticamente dalle voci biografiche con l'ausilio del template Bio e di un bot. L'aggiornamento è periodico e automatico e ricostruisce completamente la pagina. Se manca una persona in questa lista, sei pregato di non aggiungerla, ma accertati piuttosto che la sua voce biografica contenga il template Bio e che i dati anagrafici siano correttamente compilati. Se il template Bio manca, inseriscilo tu stesso o, in alternativa, metti l'avviso {{tmp\|Bio}} che ne segnala la mancanza. Se i dati riportati sono sbagliati, correggi direttamente la voce biografica; le modifiche saranno visibili in questa lista entro pochi giorni. Per chiarimenti vedi il progetto antroponimi. La lista contiene solo le 1.944 persone che sono citate nell'enciclopedia e per le quali è stato implementato correttamente il template Bio. Pagina aggiornata al 6 ago 2025. |

Questa è una lista di persone presenti nell'enciclopedia che hanno il nome Marco, suddivise per attività principale.

## Abati(1)
- Marco Petta, abate italiano (Piana degli Albanesi, n. 1921 - Grottaferrata, † 2007)

## Allenatori di calcio a 5(1)
- Marco Ciardi, allenatore di calcio a 5 e ex giocatore di calcio a 5 italiano (Roma, n. 1966)

## Allenatori di hockey su ghiaccio(4)
- Marco Baron, allenatore di hockey su ghiaccio e ex hockeista su ghiaccio canadese (Montréal, n. 1959)
- Marco Liberatore, allenatore di hockey su ghiaccio e ex hockeista su ghiaccio italiano (Canazei, n. 1967)
- Marco Rosa, allenatore di hockey su ghiaccio e ex hockeista su ghiaccio canadese (Scarborough, n. 1982)
- Marco Scapinello, allenatore di hockey su ghiaccio e ex hockeista su ghiaccio italiano (Cortina d'Ampezzo, n. 1964)

## Allenatori di pallacanestro(13)
- Marco Albanesi, allenatore di pallacanestro italiano (Busto Arsizio, n. 1974)
- Marco Allegretti, allenatore di pallacanestro e ex cestista italiano (Angera, n. 1981)
- Marco Braghero, allenatore di pallacanestro italiano (Alassio, n. 1956)
- Marco Calamai, allenatore di pallacanestro e ex cestista italiano (Firenze, n. 1951)
- Marco Calvani, allenatore di pallacanestro italiano (Roma, n. 1963)
- Marco Crespi, allenatore di pallacanestro e telecronista sportivo italiano (Varese, n. 1962)
- Marco Esposito, allenatore di pallacanestro italiano (Brindisi, n. 1987)
- Marco Justo, allenatore di pallacanestro spagnolo (Las Palmas de Gran Canaria, n. 1980)
- Marco Legovich, allenatore di pallacanestro italiano (Trieste, n. 1992)
- Marco Passera, allenatore di pallacanestro e ex cestista italiano (Varese, n. 1982)
- Marco Ramondino, allenatore di pallacanestro italiano (Avellino, n. 1982)
- Marco Sodini, allenatore di pallacanestro italiano (Viareggio, n. 1973)
- Marco Spanu, allenatore di pallacanestro italiano (Torino, n. 1974)

## Allenatori di pallamano(1)
- Marco Bozzola, allenatore di pallamano e ex pallamanista italiano (Trieste, n. 1960)

## Allenatori di pallavolo(5)
- Marco Bonitta, allenatore di pallavolo e dirigente sportivo italiano (Ravenna, n. 1963)
- Marco Bracci, allenatore di pallavolo e ex pallavolista italiano (Fucecchio, n. 1966)
- Marco Fenoglio, allenatore di pallavolo italiano (Cuneo, n. 1970)
- Marco Gaspari, allenatore di pallavolo italiano (Ancona, n. 1982)
- Marco Mencarelli, allenatore di pallavolo italiano (Orvieto, n. 1963)

## Allenatori di tennis(1)
- Marco Chiudinelli, allenatore di tennis e ex tennista svizzero (Basilea, n. 1981)

## Alpinisti(5)
- Marco Alberti, alpinista e ex giocatore di curling italiano (Cortina d'Ampezzo, n. 1970)
- Marco Anghileri, alpinista italiano (Lecco, n. 1972 - Monte Bianco, † 2014)
- Marco Confortola, alpinista italiano (Valfurva, n. 1971)
- Marco Pedrini, alpinista svizzero (Lugano, n. 1958 - Aiguilles du Dru, † 1986)
- Marco Siffredi, alpinista e snowboarder francese (Chamonix, n. 1979 - Everest, † 2002)

## Altisti(2)
- Marco Fassinotti, altista italiano (Torino, n. 1989)
- Marco Tamberi, ex altista italiano (Ancona, n. 1957)

## Ammiragli(2)
- Marco Brusco, ammiraglio italiano (Civitavecchia, n. 1947)
- Carausio, ammiraglio e politico romano (Gallia Belgica - † 293)

## Anglisti(1)
- Marco Paggi, anglista, traduttore e critico letterario italiano (Annone di Brianza, n. 1944 - Arezzo, † 1989)

## Annunciatori televisivi(1)
- Marco Raviart, annunciatore televisivo e giornalista italiano (Albi, n. 1921 - Roma, † 1995)

## Antropologi(1)
- Marco Aime, antropologo, africanista e scrittore italiano (Torino, n. 1956)

## Arbitri di calcio(7)
- Marco Di Bello, arbitro di calcio italiano (Brindisi, n. 1981)
- Marco Fritz, arbitro di calcio tedesco (Korb, n. 1977)
- Marco Guida, arbitro di calcio italiano (Pompei, n. 1981)
- Marco Monaldi, arbitro di calcio italiano (Loreto, n. 1988)
- Marco Piccinini, arbitro di calcio italiano (Forlì, n. 1983)
- Marco Serra, arbitro di calcio italiano (Torino, n. 1982)
- Marco Tura, ex arbitro di calcio e sindacalista sammarinese (La Louvière, n. 1956)

## Archeologi(2)
- Marco Milanese, archeologo italiano (Genova, n. 1958)
- Marco Peresani, archeologo, antropologo e divulgatore scientifico italiano (Udine, n. 1963)

## Architetti(13)
- Marco Albini, architetto e designer italiano (Milano, n. 1940)
- Marco Bianchi, architetto italiano (Roma - Milano)
- Bon Frjazin, architetto italiano
- Marco Casagrande, architetto finlandese (Turku, n. 1971)
- Marco Aurelio Crotta, architetto italiano (Genova, n. 1861 - Genova, † 1909)
- Marco da Brescia, architetto italiano (Bologna)
- Marco Pellegri, architetto, giornalista e storico dell'arte italiano (Parma, n. 1921 - Parma, † 2014)
- Marco Petreschi, architetto italiano (Roma, n. 1944)
- Marco Ruffo, architetto italiano
- Marco Treves, architetto e ingegnere italiano (Vercelli, n. 1814 - Firenze, † 1898)
- Marco Visconti, architetto italiano (Torino, n. 1957)
- Marco Vitruvio Pollione, architetto e scrittore romano
- Marco Zanuso, architetto, designer e urbanista italiano (Milano, n. 1916 - Milano, † 2001)

## Arcieri(2)
- Marco Galiazzo, arciere italiano (Padova, n. 1983)
- Marco Vitale, arciere italiano (Gaeta, n. 1981)

## Arcivescovi cattolici(6)
- Marco Arnolfo, arcivescovo cattolico italiano (Cavallermaggiore, n. 1952)
- Marco Dino Brogi, arcivescovo cattolico italiano (Alessandria d'Egitto, n. 1932 - Firenze, † 2020)
- Marco Antonio de Dominis, arcivescovo cattolico, teologo e scienziato dalmata (Arbe, n. 1560 - Roma, † 1624)
- Marco Tasca, arcivescovo cattolico e religioso italiano (Sant'Angelo di Piove di Sacco, n. 1957)
- Marco Tin Win, arcivescovo cattolico birmano (Mon Hla, n. 1960)
- Marco de Luchi, arcivescovo cattolico dalmata (Antivari, n. 1689 - † 1749)

## Arcivescovi cristiani orientali(2)
- Marco II di Alessandria, arcivescovo cristiano orientale egiziano (Alessandria d'Egitto - Alessandria d'Egitto, † 819)
- Marco VI di Alessandria, arcivescovo cristiano orientale egiziano (Egitto - Egitto, † 1656)

## Arcivescovi ortodossi(6)
- Marco III di Alessandria, arcivescovo ortodosso bizantino
- Marco VI di Alessandria, arcivescovo ortodosso egiziano († 1484)
- Marco IV di Alessandria, arcivescovo ortodosso egiziano († 1389)
- Marco V di Alessandria, arcivescovo ortodosso egiziano († 1435)
- Marco III di Gerusalemme, arcivescovo ortodosso bizantino
- Marco II di Costantinopoli, arcivescovo ortodosso greco

## Artigiani(1)
- Marco Perennio, artigiano italiano (Arezzo - Arezzo)

## Artisti(9)
- Marco Bagnoli, artista, pittore e illustratore italiano (Empoli, n. 1949)
- Marco Brambilla, artista e regista italiano (Milano, n. 1960)
- Marco Colazzo, artista italiano (Roma, n. 1963)
- Marco Lodola, artista italiano (Dorno, n. 1955)
- Marco Lusini, artista italiano (Siena, n. 1936 - Firenze, † 1989)
- Marco Nereo Rotelli, artista italiano (Venezia, n. 1955)
- Marco Réa, artista italiano (Roma, n. 1975)
- Marco Santi, artista e restauratore italiano (Ravenna, n. 1963)
- Prosa, artista italiano (Milano, n. 1985)

## Artisti marziali misti(1)
- Marco Ruas, artista marziale misto e artista marziale brasiliano (Rio de Janeiro, n. 1961)

## Assassini seriali(1)
- Marco Bergamo, serial killer italiano (Bolzano, n. 1966 - Bollate, † 2017)

## Astisti(1)
- Marco Boni, astista e bobbista italiano (Camposampiero, n. 1984)

## Astrofisici(2)
- Marco Bersanelli, astrofisico italiano (Milano, n. 1960)
- Marco Drago, astrofisico italiano (Conselve, n. 1982)

## Astronauti(1)
- Marco Sieber, astronauta svizzero (Burgdorf, n. 1989)

## Astronomi(3)
- Marco Cavagna, astronomo italiano (n. 1958 - † 2005)
- Marco Langbroek, astronomo olandese (n. 1970)
- Marco Micheli, astronomo italiano (Brescia, n. 1983)

## Atleti paralimpici(1)
- Marco Cicchetti, atleta paralimpico italiano (Roma, n. 1999)

## Attivisti(2)
- Marco Bentivogli, attivista e sindacalista italiano (Conegliano, n. 1970)
- Marco Camenisch, attivista svizzero (Brusio, n. 1952)

## Attori pornografici(1)
- Marco Banderas, attore pornografico uruguaiano (Montevideo, n. 1967)

## Attori teatrali(1)
- Marco Predieri, attore teatrale, giornalista e drammaturgo italiano (Firenze, n. 1977)

## Autori di giochi(2)
- Marco Donadoni, autore di giochi italiano (Milano, n. 1951)
- Marco Maggi, autore di giochi italiano (Venezia)

## Autori televisivi(8)
- Marco Balestri, autore televisivo, conduttore televisivo e conduttore radiofonico italiano (Perugia, n. 1953)
- Marco Dané, autore televisivo, pedagogista e regista teatrale italiano (La Spezia, n. 1944)
- Marco Di Tillo, autore televisivo, scrittore e regista italiano (Roma, n. 1951)
- Marco Luci, autore televisivo italiano (Roma, n. 1956)
- Marco Maisano, autore televisivo, giornalista e conduttore televisivo italiano (Cinquefrondi, n. 1989)
- Marco Marra, autore televisivo, conduttore televisivo e regista italiano (Cellino San Marco, n. 1968)
- Marco Posani, autore televisivo italiano (Milano, n. 1959)
- Marco Salvati, autore televisivo italiano (Roma, n. 1963)

## Aviatori(1)
- Marco Matta, aviatore italiano (Avigliana, n. 1964 - Cielo di Podrute, † 1992)

## Avvocati(6)
- Marco Tullio Cicerone, avvocato, politico e scrittore romano (Arpino, n. 106 a.C. - Formia, † 43 a.C.)
- Marco Polo Del Nero, avvocato e dirigente sportivo brasiliano (San Paolo, n. 1941)
- Marco Antonio Pellegrini, avvocato e giurista italiano (Camisano Vicentino, n. 1530 - Padova, † 1616)
- Marco Pozzo, avvocato e politico italiano (Candelo, n. 1857 - Biella, † 1934)
- Marco Arturo Vicini, avvocato e politico italiano (Pievepelago, n. 1874 - Modena, † 1956)
- Marco Vitale, avvocato italiano (Cava de' Tirreni, n. 1631 - Napoli, † 1647)

## Banchieri(1)
- Marco Cassin, banchiere, imprenditore e politico italiano (Cuneo, n. 1859 - Padova, † 1927)

## Bassi-baritoni(1)
- Marco Vinco, basso-baritono italiano (Verona, n. 1977)

## Bassisti(5)
- Marco Bachi, bassista e contrabbassista italiano (Firenze, n. 1968)
- Marco Mathieu, bassista, giornalista e critico musicale italiano (Torino, n. 1964 - Torino, † 2021)
- Marco Mendoza, bassista statunitense (San Diego, n. 1963)
- Marco Nanni, bassista italiano (Bologna, n. 1949)
- Marco Ratti, bassista e contrabbassista italiano (Monopoli, n. 1932 - Milano, † 2007)

## Batteristi(1)
- Marco Minnemann, batterista, compositore e polistrumentista tedesco (Hannover, n. 1970)

## Beatmaker(1)
- Marco Polo, beatmaker canadese (Toronto, n. 1979)

## Biatleti(2)
- Marco Morgenstern, ex biatleta tedesco (Dohna, n. 1972)
- Marco Zanon, ex biatleta italiano (Ziano di Fiemme, n. 1956)

## Bibliografi(1)
- Marco Santoro, bibliografo e critico letterario italiano (Napoli, n. 1949 - Roma, † 2017)

## Bobbisti(5)
- Marco Andreatta, ex bobbista italiano (Bressanone, n. 1962)
- Marco Bellodis, bobbista italiano (Cortina d'Ampezzo, n. 1955)
- Marco Jakobs, bobbista tedesco (Unna, n. 1974)
- Marco Vignola, ex bobbista italiano (Bari, n. 1970)
- Marco Rangl, bobbista e ex velocista austriaco (Eisenstadt, n. 1990)

## Briganti(2)
- Marco Berardi, brigante italiano (Mangone - Sila)
- Marco Sciarra, brigante italiano (Rocca Santa Maria - Ascoli Piceno, † 1593)

## Canoisti(1)
- Marco Ganna, canoista italiano (Verbania, n. 1961)

## Canottieri(2)
- Marco Audisio, ex canottiere italiano (Cittiglio, n. 1975)
- Marco Di Costanzo, canottiere italiano (Napoli, n. 1992)

## Cantanti(11)
- Marc Anthony, cantante e attore statunitense (New York, n. 1968)
- Marco Bonino, cantante, compositore e chitarrista italiano (Torino, n. 1952)
- Marco Borsato, cantante olandese (Alkmaar, n. 1966)
- Marco Carta, cantante italiano (Cagliari, n. 1985)
- Marco Castellani, cantante e paroliere italiano (Roma, n. 1981)
- Marco Destro, cantante italiano (Bra, n. 1980)
- Marco Di Mauro, cantante, compositore e attore italiano (Reggio Emilia, n. 1980)
- Marco Guerzoni, cantante italiano (Luino, n. 1960)
- Marco Morandi, cantante, attore e compositore italiano (Roma, n. 1974)
- Marco Rancati, cantante italiano (Piacenza, n. 1957)
- Wrongonyou, cantante italiano (Grottaferrata, n. 1990)

## Cantautori(26)
- Andrè, cantautore, compositore e produttore discografico italiano (Ragusa, n. 1987)
- Marco Armani, cantautore e arrangiatore italiano (Bari, n. 1961)
- Marco Baroni, cantautore italiano (Sassuolo, n. 1983)
- Marco Benevento, cantautore, pianista e compositore statunitense (Livingston, n. 1977)
- Cosmo, cantautore, produttore discografico e disc jockey italiano (Ivrea, n. 1982)
- Marco Calliari, cantautore canadese
- Galeffi, cantautore italiano (Roma, n. 1991)
- Marco Carena, cantautore italiano (Torino, n. 1957)
- Marco Castello, cantautore, polistrumentista e produttore discografico italiano (Siracusa, n. 1993)
- Morgan, cantautore, polistrumentista e personaggio televisivo italiano (Milano, n. 1972)
- Manuele Pepe, cantautore italiano (Gassano, n. 1961)
- Marco Chiarelli, cantautore e compositore italiano (Cento, n. 1965)
- Marco Conidi, cantautore e attore italiano (Roma, n. 1966)
- Sethu, cantautore e rapper italiano (Savona, n. 1997)
- Marco Del Freo, cantautore e attore italiano (Pescia, n. 1964)
- Marco Ferradini, cantautore italiano (Casasco d'Intelvi, n. 1949)
- Marco Guazzone, cantautore e compositore italiano (Roma, n. 1988)
- Marco Ligabue, cantautore e chitarrista italiano (Correggio, n. 1970)
- Marco Luberti, cantautore, paroliere e produttore discografico italiano (Roma, n. 1941)
- Marco Masini, cantautore e pianista italiano (Firenze, n. 1964)
- Marco Massa, cantautore italiano (Milano, n. 1963)
- Marco Mengoni, cantautore italiano (Ronciglione, n. 1988)
- Marco Notari, cantautore italiano (Torino, n. 1979)
- Marco Ongaro, cantautore, poeta e scrittore italiano (Verona, n. 1956)
- Marco Parente, cantautore italiano (Napoli, n. 1969)
- Marco Ruggiero, cantautore italiano (Genk, n. 1970)

## Cardinali(10)
- Marco Sittico Altemps, cardinale austriaco (Hohenems, n. 1533 - Roma, † 1595)
- Marco Antonio Ansidei, cardinale e arcivescovo cattolico italiano (Perugia, n. 1671 - Roma, † 1730)
- Marco Barbo, cardinale e patriarca cattolico italiano (Venezia, n. 1420 - Roma, † 1491)
- Marco Cé, cardinale e patriarca cattolico italiano (Izano, n. 1925 - Venezia, † 2014)
- Marco Corner, cardinale e patriarca cattolico italiano (Venezia, n. 1482 - Venezia, † 1524)
- Marco Antonio Da Mula, cardinale e diplomatico italiano (Venezia, n. 1506 - Roma, † 1572)
- Marco Gallio, cardinale e vescovo cattolico italiano (Como, n. 1619 - Roma, † 1683)
- Marco Antonio Gozzadini, cardinale e vescovo cattolico italiano (Bologna, n. 1574 - Roma, † 1623)
- Marco da Viterbo, cardinale e francescano italiano (Viterbo - Viterbo, † 1369)
- Marco Vigerio della Rovere, cardinale e arcivescovo cattolico italiano (Savona, n. 1446 - Roma, † 1516)

## Cavalieri(1)
- Marco Kutscher, cavaliere tedesco (Norden, n. 1975)

## Chimici(3)
- Marco Bella, chimico e politico italiano (Roma, n. 1972)
- Marco Carburi, chimico e mineralogista italiano (Argostoli, n. 1731 - Padova, † 1808)
- Marco Sbriziolo, chimico italiano (Caltanissetta, n. 1855 - Milano, † 1925)

## Chirurghi(1)
- Marco Lanzetta Bertani, chirurgo italiano (Milano, n. 1962)

## Chitarristi(9)
- Marco Bellotti, chitarrista e cantautore italiano (Bari, n. 1979)
- Marco Cravero, chitarrista italiano (Varazze, n. 1969)
- Marco Pereira, chitarrista, compositore e arrangiatore brasiliano (San Paolo, n. 1956)
- Marco Pirroni, chitarrista, paroliere e produttore discografico britannico (Londra, n. 1959)
- Marco Poeta, chitarrista italiano (Recanati, n. 1957)
- Marco Sfogli, chitarrista italiano (Napoli, n. 1980)
- Marco Tindiglia, chitarrista e compositore italiano (Genova, n. 1962)
- Marco Trentacoste, chitarrista, tastierista e produttore discografico italiano (Milano, n. 1976)
- Marco Aurelio Zani de Ferranti, chitarrista, compositore e letterato italiano (Bologna, n. 1801 - Pisa, † 1878)

## Ciclisti su strada(38)
- Marco Artunghi, ex ciclista su strada italiano (Chiari, n. 1969)
- Marco Bandiera, ex ciclista su strada italiano (Castelfranco Veneto, n. 1984)
- Marco Benfatto, ex ciclista su strada italiano (Camposampiero, n. 1988)
- Marco Bergamo, ex ciclista su strada italiano (Cles, n. 1964)
- Marco Brenner, ciclista su strada tedesco (Augusta, n. 2002)
- Marco Canola, ex ciclista su strada italiano (Vicenza, n. 1988)
- Marco Cattaneo, ex ciclista su strada italiano (Rovellasca, n. 1957)
- Marco Cimatti, ciclista su strada, pistard e imprenditore italiano (Bologna, n. 1913 - Bologna, † 1982)
- Marco Coledan, ex ciclista su strada e pistard italiano (Motta di Livenza, n. 1988)
- Marco Corti, ex ciclista su strada italiano (Bergamo, n. 1986)
- Marco Della Vedova, ex ciclista su strada italiano (Premosello-Chiovenda, n. 1972)
- Marco Antonio Di Renzo, ex ciclista su strada italiano (Plochingen, n. 1969)
- Marco Fertonani, ex ciclista su strada italiano (Genova, n. 1976)
- Marco Fincato, ex ciclista su strada italiano (Padova, n. 1970)
- Marco Franceschini, ex ciclista su strada italiano (La Spezia, n. 1960)
- Marco Frapporti, ex ciclista su strada italiano (Gavardo, n. 1985)
- Marco Friedrich, ex ciclista su strada austriaco (Köflach, n. 1998)
- Marco Frigo, ciclista su strada italiano (Bassano del Grappa, n. 2000)
- Marco Giovannetti, ex ciclista su strada italiano (Milano, n. 1962)
- Marco Giuntelli, ciclista su strada italiano (Tonco, n. 1905 - Asti, † 1964)
- Marco Groppo, ex ciclista su strada italiano (Gorla Minore, n. 1960)
- Marco Haller, ciclista su strada e pistard austriaco (Sankt Veit an der Glan, n. 1991)
- Marco van der Hulst, ex ciclista su strada e pistard olandese (Haarlem, n. 1963)
- Marco Lietti, ex ciclista su strada italiano (Gravedona, n. 1965)
- Marco Mathis, ex ciclista su strada e pistard tedesco (Tettnang, n. 1994)
- Marco Minnaard, ex ciclista su strada olandese (Wemeldinge, n. 1989)
- Marco Murgano, ex ciclista su strada italiano (Lavagna, n. 1998)
- Marco Pantani, ciclista su strada italiano (Cesena, n. 1970 - Rimini, † 2004)
- Marco Pinotti, ex ciclista su strada, pistard e dirigente sportivo italiano (Osio Sotto, n. 1976)
- Marco Schrettl, ciclista su strada austriaco (Münster, n. 2003)
- Marco Serpellini, ex ciclista su strada italiano (Lovere, n. 1972)
- Marco Tizza, ciclista su strada italiano (Giussano, n. 1992)
- Marco Velo, ex ciclista su strada italiano (Brescia, n. 1974)
- Marco Vitali, ex ciclista su strada italiano (Fano, n. 1960)
- Marco Zamparella, ex ciclista su strada italiano (San Miniato, n. 1987)
- Marco Zanotti, ex ciclista su strada italiano (Rovato, n. 1974)
- Marco Zanotti, ex ciclista su strada italiano (Desenzano del Garda, n. 1988)
- Marco Zen, ex ciclista su strada italiano (Bassano del Grappa, n. 1963)

## Combinatisti nordici(3)
- Marco Heinis, combinatista nordico francese (Pontarlier, n. 2003)
- Marco Pichlmayer, ex combinatista nordico austriaco (Bad Aussee, n. 1987)
- Marco Zarucchi, ex combinatista nordico svizzero (San Gallo, n. 1972)

## Comici(5)
- Marco Aurelio Alvarotti, comico italiano (Padova)
- Marco Bazzoni, comico, attore teatrale e conduttore radiofonico italiano (Sassari, n. 1979)
- Marco Capretti, comico italiano (Roma, n. 1968)
- Marco Della Noce, comico, cabarettista e attore italiano (Milano, n. 1958)
- Marco Marzocca, comico, attore e imitatore italiano (Roma, n. 1962)

## Compositori(18)
- Marco Adami, compositore, paroliere e arrangiatore italiano (Roma, n. 1976)
- Marco Anzoletti, compositore e violinista italiano (Trento, n. 1867 - Mesiano, † 1929)
- Marco Beltrami, compositore statunitense (Long Island, n. 1966)
- Marco Betta, compositore italiano (Enna, n. 1964)
- Marco Enrico Bossi, compositore e organista italiano (Salò, n. 1861 - Oceano Atlantico, † 1925)
- Marco Ciappelli, compositore e paroliere italiano (Firenze, n. 1962)
- Marco Corbelli, compositore, musicista e produttore discografico italiano (Sassuolo, n. 1970 - Castellarano, † 2007)
- Marco Crestani, compositore e direttore di coro italiano (Conco, n. 1926 - Marostica, † 2010)
- Marco Falagiani, compositore, paroliere e arrangiatore italiano (Firenze, n. 1956)
- Marco Marazzoli, compositore, cantore e musicista italiano (Parma - Roma, † 1662)
- Marco Marinangeli, compositore, produttore discografico e tastierista italiano (Roma, n. 1965)
- Marco Santucci, compositore e teorico musicale italiano (Camaiore, n. 1762 - Lucca, † 1843)
- Marco Scacchi, compositore italiano (Roma, n. 1602 - Gallese, † 1662)
- Marco Sofianopulo, compositore e direttore d'orchestra italiano (Trieste, n. 1952 - Trieste, † 2014)
- Marco Stroppa, compositore italiano (Verona, n. 1959)
- Marco Tutino, compositore italiano (Milano, n. 1954)
- Marco Uccellini, compositore e violinista italiano (Forlimpopoli - Forlimpopoli, † 1680)
- Marco da Gagliano, compositore e religioso italiano (Firenze, n. 1582 - Firenze, † 1643)

## Condottieri(2)
- Marco Corollario, condottiero italiano (Napoli - Napoli)
- Marco II Pio di Savoia, condottiero e nobile italiano (Carpi)

## Conduttori radiofonici(6)
- Marco Ardemagni, conduttore radiofonico, autore televisivo e poeta italiano (Milano, n. 1963)
- Marco Baldini, conduttore radiofonico e personaggio televisivo italiano (Firenze, n. 1959)
- Marco Dona, conduttore radiofonico, attore e comico italiano (Milano, n. 1981)
- Marco Falivelli, conduttore radiofonico e conduttore televisivo italiano (Cosenza, n. 1992)
- Marco Mazzoli, conduttore radiofonico, conduttore televisivo e attore italiano (Milano, n. 1972)
- Marco Santin, conduttore radiofonico italiano (Milano, n. 1962)

## Conduttori televisivi(7)
- Marco Di Buono, conduttore televisivo e attore teatrale italiano (Roma, n. 1967)
- Marco Di Gioia, conduttore televisivo, conduttore radiofonico e scrittore italiano (Gioia Tauro, n. 1977)
- Marco Liorni, conduttore televisivo e autore televisivo italiano (Roma, n. 1965)
- Marco Maccarini, conduttore televisivo e conduttore radiofonico italiano (Torino, n. 1976)
- Marco Mondini, conduttore televisivo e storico italiano (Bassano del Grappa, n. 1974)
- Marco Predolin, conduttore televisivo e conduttore radiofonico italiano (Borgo Val di Taro, n. 1951)
- Marco Senise, conduttore televisivo italiano (Roma, n. 1964)

## Contraltisti(1)
- Marco Lazzara, contraltista italiano (Livorno, n. 1962)

## Costituzionalisti(1)
- Giuseppe Compagnoni, costituzionalista, letterato e giornalista italiano (Lugo, n. 1754 - Milano, † 1833)

## Criminali(1)
- Marco Cassoli, criminale italiano (Venezia, † 1172)

## Critici cinematografici(4)
- Marco Giusti, critico cinematografico, saggista e autore televisivo italiano (Grosseto, n. 1953)
- Marco Melani, critico cinematografico italiano (San Giovanni Valdarno, n. 1948 - Roma, † 1996)
- Marco Müller, critico cinematografico, produttore cinematografico e direttore artistico italiano (Roma, n. 1953)
- Marco Spagnoli, critico cinematografico, giornalista e regista italiano (Napoli, n. 1970)

## Critici d'arte(1)
- Marco Valsecchi, critico d'arte italiano (Milano, n. 1913 - Milano, † 1980)

## Critici letterari(3)
- Marco Antonio Bazzocchi, critico letterario e saggista italiano (Forlì, n. 1961)
- Marco Forti, critico letterario e curatore editoriale italiano (Firenze, n. 1925 - Milano, † 2019)
- Marco Marchi, critico letterario italiano (Castelfiorentino, n. 1951)

## Cuochi(2)
- Marco Bianchi, cuoco e personaggio televisivo italiano (Milano, n. 1978)
- Marco Pierre White, cuoco e personaggio televisivo britannico (Leeds, n. 1961)

## Danzatori(2)
- Marco Agostino, danzatore italiano (Torino, n. 1989)
- Marco Garofalo, ballerino e coreografo italiano (Roma, n. 1956 - Roma, † 2018)

## Designer(2)
- Marco Piva, designer e architetto italiano (Milano, n. 1952)
- Marco Tencone, designer italiano (n. 1967)

## Direttori d'orchestra(5)
- Marco Armiliato, direttore d'orchestra italiano (Genova, n. 1967)
- Marco Barbon, direttore d'orchestra italiano
- Marco Boni, direttore d'orchestra e violoncellista italiano (Reggio nell'Emilia, n. 1960)
- Marco Longhini, direttore d'orchestra e architetto italiano (Mantova, n. 1960)
- Marco Zuccarini, direttore d'orchestra italiano (Milano, n. 1953)

## Direttori della fotografia(5)
- Marco Filibeck, direttore della fotografia italiano (Roma, n. 1957)
- Marco Incagnoli, direttore della fotografia italiano (Roma, n. 1950)
- Marco Onorato, direttore della fotografia italiano (Roma, n. 1953 - Roma, † 2012)
- Marco Pontecorvo, direttore della fotografia e regista italiano (Roma, n. 1966)
- Marco Scarpelli, direttore della fotografia italiano (Bergamo, n. 1918 - Roma, † 1995)

## Direttori di coro(2)
- Marco Berrini, direttore di coro italiano (Milano, n. 1964)
- Marco Gemmani, direttore di coro e compositore italiano (Rimini, n. 1958)

## Dirigenti d'azienda(12)
- Marco Alverà, dirigente d'azienda italiano (New York, n. 1975)
- Marco Besso, dirigente d'azienda e letterato italiano (Trieste, n. 1843 - Milano, † 1920)
- Marco Bizzarri, dirigente d'azienda italiano (Reggio Emilia, n. 1962)
- Marco Bucci, dirigente d'azienda e politico italiano (Genova, n. 1959)
- Marco Costa, dirigente d'azienda italiano (Milano, n. 1966)
- Marco Fassone, dirigente d'azienda e dirigente sportivo italiano (Pinerolo, n. 1964)
- Marco Mattiacci, manager e dirigente sportivo italiano (Roma, n. 1970)
- Marco Piccinini, dirigente d'azienda italiano (Roma, n. 1952)
- Marco Giovanni Piuri, dirigente d'azienda italiano (Saronno, n. 1960)
- Marco Simoni, manager e dirigente pubblico italiano (Roma, n. 1974)
- Marco Solari, dirigente d'azienda svizzero (n. 1944)
- Marco Zanichelli, dirigente d'azienda e dirigente pubblico italiano (Reggio Emilia, n. 1947)

## Dirigenti sportivi(26)
- Marco Arpino, dirigente sportivo e ex schermidore italiano (Roma, n. 1966)
- Marco Ballotta, dirigente sportivo, allenatore di calcio e ex calciatore italiano (Casalecchio di Reno, n. 1964)
- Marco Borriello, dirigente sportivo e ex calciatore italiano (Napoli, n. 1982)
- Marco Branca, dirigente sportivo e ex calciatore italiano (Grosseto, n. 1965)
- Marco Cunico, dirigente sportivo e ex calciatore italiano (Thiene, n. 1978)
- Marco Di Vaio, dirigente sportivo e ex calciatore italiano (Roma, n. 1976)
- Marco Ferrante, dirigente sportivo, procuratore sportivo e ex calciatore italiano (Velletri, n. 1971)
- Marco Gabriele, dirigente sportivo e ex arbitro di calcio italiano (Sora, n. 1964)
- Marco Lanna, dirigente sportivo e ex calciatore italiano (Genova, n. 1968)
- Marco Marcato, dirigente sportivo e ex ciclista su strada italiano (San Donà di Piave, n. 1984)
- Marco Marzano, dirigente sportivo e ex ciclista su strada italiano (Cuggiono, n. 1980)
- Marco Milesi, dirigente sportivo e ex ciclista su strada italiano (Osio Sotto, n. 1970)
- Marco Pacione, dirigente sportivo e ex calciatore italiano (Pescara, n. 1963)
- Marco Padalino, dirigente sportivo e ex calciatore svizzero (Lugano, n. 1983)
- Marco Pezzaiuoli, dirigente sportivo e allenatore di calcio tedesco (Mannheim, n. 1968)
- Marco Quadrini, dirigente sportivo, allenatore di calcio e ex calciatore italiano (Roma, n. 1979)
- Marco Rigoni, dirigente sportivo e ex calciatore italiano (Padova, n. 1980)
- Marco Rossi, dirigente sportivo e ex calciatore italiano (Seravezza, n. 1978)
- Marco Saligari, dirigente sportivo, ex ciclista su strada e pistard italiano (Sesto San Giovanni, n. 1965)
- Marco Sambugaro, dirigente sportivo e ex cestista italiano (Werneck, n. 1971)
- Marco Simone, dirigente sportivo, allenatore di calcio e ex calciatore italiano (Castellanza, n. 1969)
- Marco Storari, dirigente sportivo e ex calciatore italiano (Pisa, n. 1977)
- Marco Streller, dirigente sportivo e ex calciatore svizzero (Basilea, n. 1981)
- Marco Valentini, dirigente sportivo italiano (Macerata, n. 1976)
- Marco Villa, dirigente sportivo, ex pistard e ciclista su strada italiano (Abbiategrasso, n. 1969)
- Marco Völler, dirigente sportivo e cestista tedesco (Offenbach am Main, n. 1989)

## Disc jockey(6)
- Benny Benassi, disc jockey e produttore discografico italiano (Reggio Emilia, n. 1967)
- Marco Galli, disc jockey e conduttore radiofonico italiano (Ancona, n. 1959)
- T. Raumschmiere, disc jockey tedesco (Heidelberg, n. 1975)
- DJ Myke, disc jockey e produttore discografico italiano (Orvieto, n. 1976)
- Marco Trani, disc jockey italiano (Roma, n. 1960 - Roma, † 2013)
- Marco V, disc jockey e produttore discografico olandese (Heeswijk-Dinther, n. 1966)

## Discoboli(2)
- Marco Bucci, discobolo italiano (Ferrara, n. 1960 - Velletri, † 2013)
- Marco Martino, ex discobolo italiano (Roma, n. 1960)

## Disegnatori(2)
- Marco Biassoni, disegnatore e umorista italiano (Genova, n. 1930 - Milano, † 2002)
- Marco Marilungo, disegnatore italiano (Porto San Giorgio, n. 1971)

## Dogi(4)
- Marco Barbarigo, doge (Venezia, n. 1413 - Venezia, † 1486)
- Marco Corner, doge (Venezia, n. 1286 - Venezia, † 1368)
- Marco Foscarini, doge (Venezia, n. 1696 - Venezia, † 1763)
- Marco Antonio Gentile, doge (Genova, n. 1723 - Genova, † 1798)

## Doppiatori(12)
- Marco Balbi, doppiatore, dialoghista e attore teatrale italiano (Milano, n. 1954)
- Marco Balzarotti, doppiatore italiano (Magenta, n. 1961)
- Marco Baroni, doppiatore, direttore del doppiaggio e dialoghista italiano (Trieste, n. 1966)
- Marco Bassetti, doppiatore italiano (Roma, n. 1980)
- Marco Benedetti, doppiatore italiano (Alessandria, n. 1984)
- Marco Bresciani, doppiatore italiano (Roma, n. 1960)
- Marco De Risi, doppiatore e direttore del doppiaggio italiano (Roma, n. 1972)
- Marco Giansante, doppiatore italiano (Roma, n. 1986)
- Marco Kröger, doppiatore e attore tedesco (Berlino, n. 1963)
- Marco Mete, doppiatore, direttore del doppiaggio e dialoghista italiano (Roma, n. 1955)
- Marco Pagani, doppiatore e attore italiano (Borgomanero, n. 1955)
- Marco Vivio, doppiatore, attore e conduttore televisivo italiano (Roma, n. 1978)

## Drammaturghi(6)
- Marco Calvani, drammaturgo, regista e attore italiano (Prato, n. 1980)
- Marco Antonio Foscolo, drammaturgo greco (Creta)
- Marco Martinelli, drammaturgo e regista teatrale italiano (Reggio Emilia, n. 1956)
- Marco Pacuvio, drammaturgo, poeta e pittore romano (Brundisium, n. 220 a.C. - Tarentum, † 130 a.C.)
- Marco Paolini, drammaturgo, regista e attore italiano (Belluno, n. 1956)
- Marco Praga, commediografo e critico teatrale italiano (Milano, n. 1862 - Varese, † 1929)

## Ebraisti(1)
- Marco Marini, ebraista italiano (Brescia, n. 1542 - Brescia, † 1594)

## Economisti(3)
- Marco Buti, economista e funzionario italiano (Molino del Piano, n. 1957)
- Marco Fanno, economista italiano (Conegliano, n. 1878 - Padova, † 1965)
- Marco Onado, economista italiano (Milano, n. 1941 - Milano, † 2025)

## Editori(2)
- Marco Marcello Lupoi, editore italiano (Roma, n. 1965)
- Marco Tropea, editore, giornalista e scrittore italiano (Milano, n. 1942 - Milano, † 2023)

## Esoteristi(1)
- Marco Egidio Allegri, esoterista italiano (Venezia, n. 1897 - Crespano del Grappa, † 1949)

## Esploratori(1)
- Marco da Nizza, esploratore e francescano italiano (Nizza - Città del Messico, † 1558)

## Filologi(4)
- Fabio Calvo, filologo italiano (Ravenna - Roma, † 1527)
- Marco Antonio Canini, filologo, scrittore e patriota italiano (Venezia, n. 1822 - Venezia, † 1891)
- Marco Fileta Filiuli, filologo italiano (Campagna - Campagna, † 1570)
- Marco Valerio Probo, filologo e grammatico romano (Berito)

## Filosofi(8)
- Marco De Paoli, filosofo italiano (Diano Marina, n. 1954)
- Marco Gallarino, filosofo e storico della filosofia italiano (Milano, n. 1975)
- Marco Mastrofini, filosofo, presbitero e matematico italiano (Monte Compatri, n. 1763 - Roma, † 1845)
- Marco Maurizi, filosofo italiano (Roma, n. 1974)
- Marco Maria Olivetti, filosofo e storico della filosofia italiano (Roma, n. 1943 - Roma, † 2006)
- Marco Antonio Passeri, filosofo italiano (Padova, n. 1491 - Padova, † 1563)
- Marco Antonio Polemone, filosofo greco antico (Laodicea al Lico, n. 90 - Roma, † 144)
- Marco Vannini, filosofo, storico della filosofia e traduttore italiano (San Piero a Sieve, n. 1948)

## Fondisti(1)
- Marco Albarello, fondista italiano (Aosta, n. 1960)

## Fondisti di corsa in montagna‎(1)
- Marco De Gasperi, fondista di corsa in montagna italiano (Bormio, n. 1977)

## Fotografi(8)
- Marco Anelli, fotografo italiano (Roma, n. 1968)
- Marco Barnabino, fotografo italiano (Vercelli, n. 1969)
- Marco Caselli Nirmal, fotografo italiano (Ferrara, n. 1957)
- Marco Delogu, fotografo e editore italiano (Roma, n. 1960)
- Marco Di Lauro, fotografo e fotoreporter italiano (Milano, n. 1970)
- Marco Fodde, fotografo e giornalista italiano (Roma, n. 1953)
- Marco Glaviano, fotografo e architetto italiano (Palermo, n. 1942)
- Marco Sanges, fotografo italiano (Roma, n. 1970)

## Francescani(1)
- Marco d'Aviano, francescano e presbitero italiano (Villotta di Aviano, n. 1631 - Vienna, † 1699)

## Fumettisti(14)
- Marco Bianchini, fumettista italiano (Arezzo, n. 1958)
- Makkox, fumettista, disegnatore e vignettista italiano (Formia, n. 1965)
- Marco Foderà, fumettista italiano (Latina, n. 1973)
- Marco Galli, fumettista e pittore italiano (Montichiari, n. 1971)
- Marco Gervasio, fumettista italiano (Roma)
- Marco Mazzarello, fumettista italiano (Genova, n. 1971)
- Marco Nizzoli, fumettista e illustratore italiano (Reggio Emilia, n. 1968)
- Marco Rostagno, fumettista, illustratore e pittore italiano (Torino, n. 1935 - Juan-les-Pins, † 2004)
- Marco Rota, fumettista italiano (Milano, n. 1942)
- Marco Santucci, fumettista italiano (Arezzo, n. 1974)
- Marco Soldi, fumettista italiano (Roma, n. 1957)
- Marco Taddei, fumettista e scrittore italiano (Vasto, n. 1979)
- Marco Tomatis, fumettista, scrittore e insegnante italiano (Mondovì, n. 1948)
- Marco Torricelli, fumettista italiano (Genova, n. 1957)

## Funzionari(2)
- Marco Bussetti, funzionario, politico e insegnante italiano (Gallarate, n. 1962)
- Marco Lombardo, funzionario italiano (Lombardia)

## Gastronomi(1)
- Marco Gavio Apicio, gastronomo, cuoco e scrittore romano

## Generali(11)
- Marco Bertolini, generale italiano (Parma, n. 1953)
- Marco Bianco, generale italiano (Merine, n. 1893 - Lecce, † 1983)
- Marco Valerio Corvo, generale e politico romano (n. 371 a.C. - † 271 a.C.)
- Marco Lamponio, generale sannita († 82 a.C.)
- Marco Nonio Macrino, generale romano (Brescia - Roma)
- Marco Aurelio Mario, generale romano († 269)
- Marco Petreio, generale romano (n. 110 a.C. - † 46 a.C.)
- Postumo, generale romano († 269)
- Marco Emilio Scauro, generale romano
- Marco Sedazio Severiano, generale romano (Limonum)
- Marco Ulpio Traiano, generale romano (Italica)

## Ginnasti(2)
- Marco Lodadio, ginnasta italiano (Frascati, n. 1992)
- Marco Torrès, ginnasta francese (Sidi Bel Abbes, n. 1888 - † 1963)

## Giocatori di baseball(2)
- Marco Mazzieri, ex giocatore di baseball e allenatore di baseball italiano (Grosseto, n. 1962)
- Marco Sabbatani, giocatore di baseball italiano (Ravenna, n. 1989)

## Giocatori di beach volley(1)
- Marco Caminati, giocatore di beach volley italiano (Cesena, n. 1992)

## Giocatori di biliardo(1)
- Marco Zanetti, giocatore di biliardo italiano (Bolzano, n. 1962)

## Giocatori di calcio a 5(11)
- Marco Androni, ex giocatore di calcio a 5 italiano (Padova, n. 1986)
- Marco Aorelio Appi, giocatore di calcio a 5 brasiliano (Videira, n. 1985)
- Marco Boaventura, giocatore di calcio a 5 brasiliano (San Paolo, n. 1991)
- Marco Caverzan, giocatore di calcio a 5 italiano (Montebelluna, n. 1994)
- Marco Ercolessi, giocatore di calcio a 5 italiano (Abano Terme, n. 1986)
- Marco Franco, giocatore di calcio a 5 italiano (Roma, n. 1956 - † 1995)
- Marco Galati, giocatore di calcio a 5 italiano (Corigliano Calabro, n. 1983)
- Marco Aurélio dos Santos, ex giocatore di calcio a 5 brasiliano (San Paolo, n. 1974)
- Marco Ripesi, ex giocatore di calcio a 5 e allenatore di calcio a 5 italiano (Roma, n. 1971)
- Marco Torcivia, giocatore di calcio a 5 italiano (Palermo, n. 1982)
- Marco Zaramello, ex giocatore di calcio a 5 brasiliano (San Paolo, n. 1982)

## Giocatori di curling(4)
- Marco Constantini, giocatore di curling italiano (Cortina d'Ampezzo, n. 1965)
- Marco Lorenzi, ex giocatore di curling italiano (Cortina d'Ampezzo)
- Marco Mariani, giocatore di curling e ex hockeista su ghiaccio italiano (Venezia, n. 1968)
- Marco Ramstein, giocatore di curling svizzero (Basilea, n. 1978)

## Giocatori di football americano(8)
- Marco Battaglia, ex giocatore di football americano statunitense (New York, n. 1973)
- Marco Bonacci, giocatore di football americano italiano (Merano, n. 1989)
- Marco Coleman, ex giocatore di football americano statunitense (Dayton, n. 1969)
- Marco Ehrenfried, ex giocatore di football americano tedesco (Schwäbisch Hall, n. 1991)
- Marco Knobel, giocatore di football americano svizzero (n. 1992)
- Marco Polizzi, ex giocatore di football americano e allenatore di football americano italiano (Foligno, n. 1972)
- Marco Schneider, giocatore di football americano austriaco (n. 2001)
- Marco Wilson, giocatore di football americano statunitense (Fort Lauderdale, n. 1999)

## Giocatori di poker(1)
- Marco Traniello, giocatore di poker italiano (Gaeta, n. 1973)

## Giocatori di snooker(1)
- Marco Fu, giocatore di snooker hongkonghese (Hong Kong, n. 1978)

## Giornalisti(41)
- Marco Bardazzi, giornalista e scrittore italiano (Prato, n. 1967)
- Marco Brando, giornalista e saggista italiano (Genova, n. 1958)
- Marco Bucciantini, giornalista, scrittore e opinionista italiano (Campiglia Marittima, n. 1974)
- Marco Carrara, giornalista, conduttore televisivo e autore televisivo italiano (Alzano Lombardo, n. 1992)
- Marco Castoro, giornalista italiano (Roma, n. 1961)
- Marco Civoli, giornalista e conduttore televisivo italiano (Milano, n. 1957)
- Marco Civra, giornalista e saggista italiano (Torino, n. 1961)
- Furio Colombo, giornalista, scrittore e politico italiano (Châtillon, n. 1931 - Roma, † 2025)
- Marco Conti, giornalista italiano (Cossato, n. 1953)
- Marco Damilano, giornalista, saggista e conduttore televisivo italiano (Roma, n. 1968)
- Marco Esposito, giornalista e saggista italiano (Napoli, n. 1963)
- Marco Fantasia, giornalista e telecronista sportivo italiano (Genova, n. 1965)
- Marco Ferrante, giornalista e scrittore italiano (Martina Franca, n. 1964)
- Marco Albino Ferrari, giornalista e scrittore italiano (Milano, n. 1965)
- Marco Ferrari, giornalista, scrittore e autore televisivo italiano (La Spezia, n. 1952)
- Marco Fini, giornalista, saggista e curatore editoriale italiano (Firenze, n. 1934 - Camaiore, † 2017)
- Marco Foroni, giornalista, telecronista sportivo e conduttore televisivo italiano (Milano, n. 1972)
- Marco Franzelli, giornalista, conduttore televisivo e telecronista sportivo italiano (Roma, n. 1959)
- Marco Fratini, giornalista e scrittore italiano (Roma, n. 1966)
- Marco Frittella, giornalista, saggista e conduttore televisivo italiano (Orte, n. 1958)
- Marco Garzonio, giornalista, psicologo e saggista italiano (Milano, n. 1939)
- Marco Gasperetti, giornalista e saggista italiano (Livorno, n. 1956)
- Marco Gisotti, giornalista italiano (Roma, n. 1968)
- Marco Lillo, giornalista e saggista italiano (Roma, n. 1969)
- Marco Lollobrigida, giornalista, telecronista sportivo e conduttore televisivo italiano (Roma, n. 1971)
- Marco Lucchini, giornalista e telecronista sportivo italiano (Milano, n. 1945 - Milano, † 2022)
- Marco Luchetta, giornalista italiano (Trieste, n. 1952 - Mostar, † 1994)
- Marco Mazzocchi, giornalista e conduttore televisivo italiano (Roma, n. 1966)
- Marco Meneschincheri, commentatore televisivo e ex tennista italiano (Roma, n. 1972)
- Marco Molendini, giornalista, critico musicale e conduttore radiofonico italiano (Bologna, n. 1948)
- Marco Nozza, giornalista e saggista italiano (Caprino Bergamasco, n. 1926 - Milano, † 1999)
- Marco Pastonesi, giornalista italiano (Genova, n. 1954)
- Marco Pivato, giornalista, saggista e divulgatore scientifico italiano (Cesena, n. 1980 - Trieste, † 2022)
- Marco Politi, giornalista e scrittore italiano (Roma, n. 1947)
- Marco Preve, giornalista italiano (Torino, n. 1963)
- Marco Ravaglioli, giornalista e politico italiano (Roma, n. 1952)
- Marco Taradash, giornalista e politico italiano (Livorno, n. 1950)
- Marco Tarquinio, giornalista e politico italiano (Foligno, n. 1958)
- Marco Travaglio, giornalista, saggista e opinionista italiano (Torino, n. 1964)
- Marco Varvello, giornalista italiano (Vigevano, n. 1959)
- Marco d'Eramo, giornalista e scrittore italiano (Roma, n. 1947)

## Giuristi(5)
- Marco Antistio Labeone, giurista romano
- Marco Biagi, giurista e economista italiano (Bologna, n. 1950 - Bologna, † 2002)
- Marco Porcio Catone Liciniano, giurista e militare romano (Roma - Roma)
- Marco D'Alberti, giurista italiano (Roma, n. 1948)
- Marco Ricolfi, giurista e avvocato italiano (Torino, n. 1952)

## Golfisti(1)
- Marco Durante, golfista italiano (Sanremo, n. 1962)

## Grammatici(3)
- Marco Antonio Gnifone, grammatico romano (n. 115 a.C.)
- Marco Mezio Epafrodito, grammatico greco antico (Cheronea)
- Verrio Flacco, grammatico romano (Preneste, n. 55 a.C. - † 20)

## Hockeisti in-line(1)
- Marco Peruzzi, hockeista in-line italiano (Arezzo, n. 1983)

## Hockeisti su ghiaccio(15)
- Marco De Filippo Roia, hockeista su ghiaccio italiano (Auronzo di Cadore, n. 1990)
- Marco Favalli, ex hockeista su ghiaccio italiano (Monza, n. 1968)
- Marco Insam, hockeista su ghiaccio italiano (Selva di Val Gardena, n. 1989)
- Marco Magnabosco, hockeista su ghiaccio italiano (Asiago, n. 1995)
- Marco Maurer, hockeista su ghiaccio svizzero (Affoltern am Albis, n. 1988)
- Marco Pedretti, hockeista su ghiaccio svizzero (n. 1991)
- Marco Pietroniro, ex hockeista su ghiaccio canadese (Montréal, n. 1970)
- Marco Pozzi, hockeista su ghiaccio italiano (Milano, n. 1988)
- Marco Rizzo, ex hockeista su ghiaccio italiano (Milano, n. 1982)
- Marco Rossi, ex hockeista su ghiaccio italiano (Asiago, n. 1986)
- Marco Sanna, hockeista su ghiaccio italiano (Pieve di Cadore, n. 1997)
- Marco Scandella, ex hockeista su ghiaccio canadese (Montréal, n. 1990)
- Marco Soia, ex hockeista su ghiaccio italiano (Padova, n. 1983)
- Marco Tremolaterra, ex hockeista su ghiaccio italiano (Pieve di Cadore, n. 1967)
- Marco Zanetti, hockeista su ghiaccio italiano (Varese, n. 2002)

## Hockeisti su pista(2)
- Marco Barros, hockeista su pista portoghese (Oeiras, n. 1985)
- Marco Pagnini, hockeista su pista italiano (Follonica, n. 1989)

## Hockeisti su prato(1)
- Marco Bergamini, ex hockeista su prato e dirigente sportivo italiano

## Illusionisti(1)
- Marco Berry, illusionista e comico italiano (Torino, n. 1963)

## Illustratori(1)
- Marco Varrone, illustratore e animatore italiano (Vaprio d'Agogna, n. 1968)

## Imperatori(20)
- Alessandro Severo, imperatore romano (Arca Caesarea, n. 208 - Mogontiacum, † 235)
- Avito, imperatore e vescovo romano (Augustonemetum - † 457)
- Carino, imperatore romano (n. 257 - Mesia, † 285)
- Marco Aurelio Caro, imperatore romano (Narona - Mesopotamia, † 283)
- Eliogabalo, imperatore romano (Roma, n. 203 - Roma, † 222)
- Emiliano, imperatore romano (Gerba - Spoleto, † 253)
- Filippo l'Arabo, imperatore romano (Trachontis - Verona, † 249)
- Marco Giulio Severo Filippo, imperatore romano (n. 238 - Roma, † 249)
- Floriano, imperatore romano (Terni, n. 232 - Tarso, † 276)
- Gordiano I, imperatore e senatore romano (Frigia - Cartagine, † 238)
- Gordiano II, imperatore romano (Cartagine, † 238)
- Gordiano III, imperatore romano (Roma, n. 225 - Circesium, † 244)
- Macrino, imperatore romano (Cesarea - Cappadocia, † 218)
- Diadumeniano, imperatore romano (n. 208 - Zeugma, † 218)
- Massenzio, imperatore romano (n. 278 - Roma, † 312)
- Otone, imperatore romano (Ferento, n. 32 - Brixellum, † 69)
- Massimiano, imperatore e militare romano (Sirmio - Massilia, † 310)
- Marco Aurelio Probo, imperatore romano (Sirmio, n. 232 - Sirmio, † 282)
- Pupieno, imperatore romano (Roma, † 238)
- Marco Claudio Tacito, imperatore romano (Interamna Nahars - Tyana, † 276)

## Imprenditori(17)
- Marco Antonetto, imprenditore e dirigente sportivo italiano (San Mauro Torinese, n. 1893 - Torino, † 1955)
- Marco Boglione, imprenditore italiano (Torino, n. 1956)
- Marco Bonometti, imprenditore italiano (Rezzato, n. 1954)
- Marco Brunelli, imprenditore italiano (Milano, n. 1927)
- Marco De Benedetti, imprenditore e dirigente d'azienda italiano (Torino, n. 1962)
- Marco De Marchi, imprenditore, naturalista e filantropo italiano (Milano, n. 1872 - Varenna, † 1936)
- Marco Finzi, imprenditore e politico italiano (Bozzolo - Bozzolo)
- Marco Madrigali, imprenditore e dirigente sportivo italiano (Bologna, n. 1944 - Bologna, † 2025)
- Marco Martelli, imprenditore italiano (Firenze, n. 1592 - † 1678)
- Marco Melega, imprenditore e produttore discografico italiano (Cremona, n. 1972)
- Marco Nocivelli, imprenditore e dirigente d'azienda italiano (Verolanuova, n. 1966)
- Marco Pavignani, imprenditore italiano (Sasso Marconi, n. 1936 - Bologna, † 2015)
- Marco Terragni, imprenditore e inventore italiano (Paderno Dugnano, n. 1930 - Milano, † 2006)
- Marco Trombetti, imprenditore italiano (Roma, n. 1976)
- Marco Tronchetti Provera, imprenditore e dirigente d'azienda italiano (Milano, n. 1948)
- Marco Vacchi, imprenditore italiano (Castenaso, n. 1937)
- Marco Zappacosta, imprenditore statunitense

## Impresari teatrali(1)
- Marco Faustini, impresario teatrale italiano (Venezia, n. 1606 - Venezia, † 1676)

## Incisori(4)
- Marco Costantini, incisore italiano (Laveno, n. 1915 - † 2003)
- Marco Dente, incisore italiano (Ravenna, n. 1493 - Roma, † 1527)
- Marco Sebastiano Giampiccoli, incisore italiano (Venezia, n. 1737 - Venezia, † 1809)
- Marco Alvise Pitteri, incisore italiano (Venezia, n. 1702 - Venezia, † 1786)

## Informatici(2)
- Marco Dorigo, informatico italiano (Milano, n. 1961)
- Marco Zamperini, informatico, dirigente d'azienda e blogger italiano (Milano, n. 1963 - Milano, † 2013)

## Ingegneri(7)
- Marco Dezzi Bardeschi, ingegnere e architetto italiano (Firenze, n. 1934 - Firenze, † 2018)
- Marco Fainello, ingegnere italiano (Verona, n. 1964)
- Marco Frisoni, ingegnere italiano (Campione d'Italia - Milano, † 1390)
- Marco Gilli, ingegnere italiano (Torino, n. 1965)
- Marco Pacetti, ingegnere italiano (Ancona, n. 1947)
- Marco Enrico Ricotti, ingegnere italiano (Sesto San Giovanni, n. 1962)
- Marco Somalvico, ingegnere italiano (Como, n. 1941 - Milano, † 2002)

## Insegnanti(1)
- Marco Rossi-Doria, insegnante e politico italiano (Napoli, n. 1954)

## Inventori(1)
- Marco Vegezzi, inventore italiano (n. 1835 - † 1887)

## Judoka(2)
- Marco Caudana, judoka italiano (n. 1982)
- Marco Maddaloni, judoka e personaggio televisivo italiano (Napoli, n. 1984)

## Kickboxer(1)
- Marco Bubba, kickboxer italiano (Busto Arsizio, n. 1984)

## Latinisti(1)
- Marco Galdi, latinista, poeta e filologo italiano (Cava de' Tirreni, n. 1880 - San Giuseppe Vesuviano, † 1936)

## Letterati(2)
- Marco Antonio Ginanni, letterato, politico e araldista italiano (Ravenna, n. 1690 - Ravenna, † 1770)
- Marco Terenzio Varrone, letterato, grammatico e militare romano (Rieti, n. 116 a.C. - Roma, † 27 a.C.)

## Librettisti(1)
- Marco Coltellini, librettista, poeta e editore italiano (Montepulciano, n. 1724 - San Pietroburgo, † 1777)

## Liutisti(1)
- Marco Dall'Aquila, liutista e compositore italiano (L'Aquila, n. 1480 - Venezia, † 1538)

## Maestri di scherma(1)
- Marco Vannini, maestro di scherma e ex schermidore italiano (Livorno, n. 1976)

## Mafiosi(2)
- Marco Di Lauro, mafioso italiano (Napoli, n. 1980)
- Marco Raduano, mafioso italiano (Vieste, n. 1983)

## Magistrati(21)
- Marco Bouchard, ex magistrato italiano (Pomaretto, n. 1956)
- Marco Porcio Catone Saloniano, magistrato romano (n. 154 a.C.)
- Marco De Paolis, magistrato italiano (Monza, n. 1959)
- Marco Aufidio Lurcone, magistrato romano
- Marco Livineio Regolo, magistrato e senatore romano
- Marco Vipstano Gallo, magistrato romano
- Marco Giunio Silano Torquato, magistrato romano
- Marco Porcio Catone, magistrato e senatore romano († 38)
- Marco Cocceio Nerva, magistrato, senatore e giurista romano (Capri, † 33)
- Marco Aquila Giuliano, magistrato e senatore romano
- Marco Furnio Augurino, magistrato e senatore romano
- Marco Seio Varano, magistrato e senatore romano
- Marco Lurio Varo, magistrato e senatore romano
- Marco Pompeo Silvano Staberio Flaveno, magistrato, senatore e militare romano (Arelate)
- Marco Suillio Nerullino, magistrato e senatore romano
- Marco Giunio Silano, magistrato e senatore romano
- Marco Efulano, magistrato e senatore romano
- Marco Trebellio Massimo, magistrato, senatore e militare romano
- Marco Plauzio Silvano, magistrato, senatore e militare romano (Roma)
- Marco Rossetti, magistrato e giurista italiano (Roma, n. 1965)
- Marco Giunio Silano, magistrato romano († 54)

## Maratoneti(3)
- Marco Boffo, maratoneta e ultramaratoneta italiano (Venezia, n. 1975)
- Marco Marchei, ex maratoneta e mezzofondista italiano (Castignano, n. 1954)
- Marco Toini, ex maratoneta e fondista di corsa in montagna italiano (Angolo Terme, n. 1965)

## Marciatori(2)
- Marco De Luca, marciatore italiano (Roma, n. 1981)
- Marco Giungi, ex marciatore italiano (Espoo, n. 1974)

## Martellisti(2)
- Marco Bortolato, martellista italiano (San Daniele del Friuli, n. 1994)
- Marco Lingua, martellista e ex sollevatore italiano (Chivasso, n. 1978)

## Matematici(5)
- Marco Abate, matematico italiano (Milano, n. 1962)
- Marco Antei, matematico e attivista italiano (Sanremo, n. 1978)
- Marco Cugiani, matematico italiano (Novara, n. 1918 - Milano, † 2003)
- Marco Galli, matematico italiano (Bologna, n. 1645 - † 1700)
- Marco Protasi, matematico e informatico italiano (Spoleto, n. 1950 - Roma, † 1998)

## Medici(9)
- Marco Antonio Alaimo, medico italiano (Racalmuto, n. 1590 - Palermo, † 1662)
- Marco Angeli, medico e politico italiano (Sartene, n. 1902 - Salò, † 1985)
- Cesare Lombroso, medico, antropologo e filosofo italiano (Verona, n. 1835 - Torino, † 1909)
- Marco Modio Asiatico, medico romano
- Marco Massari, medico e politico italiano (Reggio Emilia, n. 1960)
- Marco degli Oddi, medico e filosofo italiano (Padova, n. 1526 - Padova, † 1591)
- Marco Salvatore, medico italiano (Torre del Greco, n. 1944)
- Marco Aurelio Severino, medico italiano (Tarsia, n. 1580 - Napoli, † 1656)
- Marco Ji Tianxiang, medico e santo cinese (Yazhuangtou, n. 1834 - Jixian, † 1900)

## Mercanti(2)
- Marco Giulio Alessandro, mercante romano (Alessandria d'Egitto, n. 12)
- Marco Carelli, mercante, banchiere e filantropo italiano (Milano - Venezia, † 1394)

## Mezzofondisti(7)
- Marco Agostini, ex mezzofondista e fondista di corsa in montagna italiano (Breno, n. 1968)
- Marco Arop, mezzofondista canadese (Khartum, n. 1998)
- Marco Chiavarini, ex mezzofondista italiano (Moncalieri, n. 1972)
- Marco Fontana Granotto, mezzofondista italiano (n. 2000)
- Marco Mazza, ex mezzofondista italiano (n. 1977)
- Marco Najibe Salami, mezzofondista e siepista italiano (Ostiglia, n. 1985)
- Marco Vilca, mezzofondista peruviano (Arequipa, n. 2000)

## Militari(28)
- Marco Antonio Cretico, militare romano (n. 115 a.C. - † 71 a.C.)
- Marco Antonio Felice, militare romano
- Marco Oclatinio Avvento, militare, politico e senatore romano (n. 160 - † 218)
- Marco Badoer, militare, politico e diplomatico italiano († 1288)
- Marco Carrino, militare italiano (Cuneo, n. 1911 - Costigliole Saluzzo, † 2000)
- Marco Claudio Marcello Esernino, militare e politico romano
- Marco Aurelio Cleandro, militare romano († 190)
- Marco Coira, militare italiano (Finale Ligure, n. 1950 - Roma, † 2024)
- Marco Cornelio Nigrino Curiazio Materno, militare romano (Liria)
- Marco Fabio Dorsuo, militare e politico romano
- Marco Gola, militare italiano (Milano, n. 1914 - El Alamein, † 1942)
- Marco Lurio, militare latino
- Marco Mancini, ex militare e ex agente segreto italiano (Castel San Pietro Terme, n. 1960)
- Marco Petreio Cesariano, ufficiale romano
- Marco Centenio Penula, militare romano
- Marco Claudio Marcello Esernino, militare e politico romano
- Marco Mattiucci, militare e vigile del fuoco italiano (Osimo, n. 1967 - Sarno, † 1998)
- Marco Notarbartolo di Sciara, militare italiano (Venezia, n. 1902 - Milano, † 1985)
- Marco Perperna Ventone, militare e politico romano (Huesca, † 72 a.C.)
- Marco Roscio Celio, ufficiale romano
- Marco Sasso, militare italiano (Oliero, n. 1896 - Val Calcino, † 1917)
- Marco Cassio Sceva, militare romano
- Giorgio Serventi, militare e politico italiano (Ponti, n. 1777 - Torino, † 1856)
- Marco Trebio Gallo, ufficiale romano
- Marco Valerio Messalla Corvino, militare e scrittore romano (n. 64 a.C. - † 8)
- Marco Valerio Severo, militare e sacerdote romano
- Marco Terenzio Varrone Lucullo, militare e senatore romano (Roma)
- Marco Piavonio Vittorino, militare romano

## Mimi(1)
- Mr. Lui, mimo, comico e regista italiano (Milano, n. 1975)

## Missionari(2)
- Marco da Montelupone, missionario italiano
- Marco della Tomba, missionario, indologo e traduttore italiano (Tomba, n. 1726 - Bhagalpur, † 1803)

## Modelli(2)
- Marco Bellavia, ex modello e conduttore televisivo italiano (Milano, n. 1964)
- Marco Castelli, modello e stilista italiano (San Cataldo, n. 1990)

## Montatori(2)
- Marco Costa, montatore italiano (Milano, n. 1992)
- Marco Spoletini, montatore italiano (Roma, n. 1964)

## Mountain biker(2)
- Marco Aurelio Fontana, mountain biker e ciclocrossista italiano (Giussano, n. 1984)
- Marco Tecchio, mountain biker e ciclista su strada italiano (Vicenza, n. 1994)

## Multiplisti(1)
- Marco Rossi, ex multiplista italiano (Bolzano, n. 1963)

## Musicisti(12)
- Marco Ambrosini, musicista, compositore e arrangiatore italiano (Forlì, n. 1964)
- Marco Antonio Araujo, musicista brasiliano (Belo Horizonte, n. 1949 - Belo Horizonte, † 1986)
- Marco Carola, musicista e disc jockey italiano (Napoli, n. 1975)
- Wertham, musicista italiano
- Marco Forieri, musicista e editore musicale italiano (Venezia, n. 1962)
- Marco Gallesi, musicista e scrittore italiano (Torino, n. 1954)
- Marco Aurelio Marliani, musicista, compositore e patriota italiano (Milano, n. 1805 - Bologna, † 1849)
- Marco Odino, musicista italiano (Genova, n. 1958)
- Marco Ruggiero, musicista italiano (Napoli, n. 1976)
- Marco Antonio Solís, musicista e cantante messicano (n. 1959)
- Zuli, musicista italiano (Torino, n. 1980)
- Marco de Natale, musicista, pedagogista e musicologo italiano (Bari, n. 1926 - San Donato Milanese, † 2018)

## Naturalisti(1)
- Marco Colombo, naturalista e fotografo italiano (Busto Arsizio, n. 1988)

## Nobili(10)
- Marco Arese Lucini, VI conte di Barlassina, nobile e politico italiano (Milano, n. 1770 - Milano, † 1852)
- Marco Barbavara, nobile e politico italiano (Milano - Milano, † 1552)
- Marco Boncompagni Ludovisi Ottoboni, V duca di Fiano, nobile e militare italiano (Roma, n. 1741 - Roma, † 1818)
- Marcantonio III Borghese, III principe di Sulmona, nobile italiano (Roma, n. 1660 - Roma, † 1729)
- Marco Emilio Lepido, nobile romano (Roma, n. 6 - Roma, † 39)
- Marco Ottoboni, I duca di Fiano, nobile e militare italiano (Venezia, n. 1656 - Roma, † 1725)
- Marco Pio di Savoia, nobile italiano (Sassuolo, n. 1567 - Modena, † 1599)
- Vitruvio Vacco, nobile romano (Fondi)
- Marco Antonio Visconti Venosta, nobile, militare e politico italiano (Grosio, n. 1568 - † 1627)
- Marco Visconti di Parma, nobile (Milano, n. 1353 - Milano, † 1382)

## Nuotatori(8)
- Marco Belotti, ex nuotatore italiano (Brescia, n. 1988)
- Marco Braida, ex nuotatore italiano (Bergamo, n. 1966)
- Marco De Tullio, nuotatore italiano (Bari, n. 2000)
- Marco di Carli, nuotatore tedesco (Löningen, n. 1985)
- Marco Maria Dolfin, nuotatore e atleta paralimpico italiano (Torino, n. 1981)
- Marco Formentini, ex nuotatore italiano (Lavagna, n. 1970)
- Marco Koch, nuotatore tedesco (Darmstadt, n. 1990)
- Marco Orsi, nuotatore italiano (Budrio, n. 1990)

## Orafi(1)
- Marco di Bartolomeo Rustici, orafo e miniatore italiano (Firenze - Firenze, † 1457)

## Organisti(1)
- Marco Antonio Cavazzoni, organista e compositore italiano (Bologna - Brescia)

## Ostacolisti(1)
- Marco Acerbi, ostacolista italiano (Aosta, n. 1949 - Breuil-Cervinia, † 1989)

## Pallamanisti(4)
- Marco Magni, pallamanista italiano (Siracusa, n. 1973)
- Marco Mengon, pallamanista italiano (Trento, n. 2000)
- Simone Mengon, pallamanista italiano (Trento, n. 2000)
- Marco Pignatelli, pallamanista italiano (Fasano, n. 1995)

## Pallanuotisti(9)
- Marco Baldineti, ex pallanuotista e allenatore di pallanuoto italiano (Tijuana, n. 1960)
- Marco Capanna, ex pallanuotista e allenatore di pallanuoto italiano (Genova, n. 1981)
- Marco D'Altrui, pallanuotista italiano (Napoli, n. 1964)
- Marco Del Lungo, pallanuotista italiano (Tarquinia, n. 1990)
- Marco Ferrone, ex pallanuotista italiano (Napoli, n. 1987)
- Marco Galli, pallanuotista italiano (Civitavecchia, n. 1957 - † 1988)
- Marco Gerini, pallanuotista italiano (Roma, n. 1971)
- Marco Antonio González, pallanuotista spagnolo (Barcellona, n. 1966)
- Marco Mugnaini, pallanuotista italiano (Genova, n. 1991)

## Pallavolisti(18)
- Marco Cubito, pallavolista italiano (Taormina, n. 1992)
- Marco Fabroni, pallavolista italiano (Castellanza, n. 1981)
- Marco Falaschi, pallavolista italiano (Pisa, n. 1987)
- Marco Gaggini, pallavolista italiano (Varese, n. 2002)
- Marco Izzo, pallavolista italiano (Carrara, n. 1994)
- Marco Lo Bianco, pallavolista italiano (Cosenza, n. 1990)
- Marco Loglisci, pallavolista italiano (Parma, n. 1975)
- Marco Martinelli, ex pallavolista italiano (Rovereto, n. 1965)
- Marco Meoni, ex pallavolista italiano (Padova, n. 1973)
- Marco Molteni, ex pallavolista italiano (Brescia, n. 1976)
- Marco Negri, ex pallavolista italiano (Mantova, n. 1955)
- Marco Nuti, pallavolista italiano (Pontedera, n. 1970)
- Marco Piscopo, pallavolista italiano (Gagliano del Capo, n. 1983)
- Marco Rizzo, pallavolista italiano (Galatina, n. 1990)
- Marco Vicini, pallavolista italiano (Ancona, n. 1974)
- Marco Visentin, pallavolista italiano (Treviso, n. 1982)
- Marco Vitelli, pallavolista italiano (Atessa, n. 1996)
- Marco Volpato, pallavolista italiano (Vicenza, n. 1990)

## Papi(1)
- Papa Marco, papa, vescovo e santo romano (Roma - Roma, † 336)

## Partigiani(1)
- Marco Dino Rossi, partigiano italiano (Genova, n. 1922 - Sanremo, † 1944)

## Patriarchi cattolici(4)
- Marco Condulmer, patriarca cattolico italiano (Venezia - Roma)
- Marco Gradenigo, patriarca cattolico italiano (Venezia, n. 1663 - Padova, † 1734)
- Marco Gradenigo, patriarca cattolico italiano (Venezia, n. 1589 - Venezia, † 1656)
- Marco Grimani, patriarca cattolico italiano (Venezia, n. 1494 - Roma, † 1544)

## Patrioti(3)
- Marco Cossovich, patriota italiano (Venezia, n. 1824 - Venezia, † 1901)
- Marco Mastacchi, patriota italiano (Livorno, n. 1815 - Livorno, † 1895)
- Aurelio Saffi, patriota e politico italiano (Forlì, n. 1819 - Forlì, † 1890)

## Pattinatori(1)
- Marco Cilli, pattinatore italiano (Como, n. 2000)

## Pattinatori artistici a rotelle(1)
- Marco Santucci, pattinatore artistico a rotelle italiano (Grosseto, n. 1989)

## Pattinatori artistici su ghiaccio(1)
- Marco Fabbri, pattinatore artistico su ghiaccio e danzatore su ghiaccio italiano (Milano, n. 1988)

## Pattinatori di short track(1)
- Marco Giordano, pattinatore di short track italiano (n. 1996)

## Percussionisti(1)
- Marco Bosco, percussionista brasiliano (San Paolo, n. 1956)

## Personaggi televisivi(2)
- Divino Otelma, personaggio televisivo italiano (Genova, n. 1949)
- Marco Frigatti, personaggio televisivo italiano (Venezia, n. 1970)

## Pesisti(6)
- Marco Di Maggio, ex pesista italiano (Carini, n. 1983)
- Marco Dodoni, pesista italiano (Verona, n. 1972)
- Marco Fortes, pesista e discobolo portoghese (Lisbona, n. 1982)
- Marco Montelatici, ex pesista italiano (Firenze, n. 1953)
- Marco Schmidt, ex pesista tedesco (n. 1983)
- Marco Antonio Verni, pesista cileno (Santiago del Cile, n. 1976)

## Pianisti(7)
- Marco Di Battista, pianista italiano (Roma, n. 1964)
- Marco Di Marco, pianista italiano (Bologna, n. 1940 - Bologna, † 2017)
- Marco Fumo, pianista italiano (Teramo, n. 1946)
- Marco Giovanetti, pianista italiano (Chieti, n. 1960 - Bergamo, † 2019)
- Marco Racaniello, pianista, compositore e direttore di coro italiano (Cernusco sul Naviglio, n. 1977 - Buttrio, † 2005)
- Marco Sabiu, pianista, direttore d'orchestra e arrangiatore italiano (Forlì, n. 1963)
- Marco Tezza, pianista e direttore d'orchestra italiano (Vicenza, n. 1964)

## Piloti automobilistici(6)
- Marco Andretti, pilota automobilistico statunitense (Nazareth, n. 1987)
- Marco Apicella, pilota automobilistico italiano (Bologna, n. 1965)
- Marco Capoferri, pilota automobilistico e pilota motonautico italiano (n. 1943 - † 1995)
- Marco Sørensen, pilota automobilistico danese (Svenstrup, n. 1990)
- Marco Werner, pilota automobilistico tedesco (Dortmund, n. 1966)
- Marco Wittmann, pilota automobilistico tedesco (Fürth, n. 1989)

## Piloti di rally(2)
- Marco Bulacia Wilkinson, pilota di rally boliviano (n. 2000)
- Marco Menchini, copilota di rally svizzero (n. 1987)

## Piloti motociclistici(11)
- Marco Bezzecchi, pilota motociclistico italiano (Rimini, n. 1998)
- Marco Borciani, pilota motociclistico e dirigente sportivo italiano (Desenzano del Garda, n. 1975)
- Marco Dondi, pilota motociclistico italiano (Pesaro, n. 1988)
- Marco Faccani, pilota motociclistico italiano (Ravenna, n. 1994)
- Marco Gentile, pilota motociclistico svizzero (Ginevra, n. 1959 - Nogaro, † 1989)
- Marco Lucchinelli, pilota motociclistico e cantante italiano (Bolano, n. 1954)
- Marco Melandri, pilota motociclistico italiano (Ravenna, n. 1982)
- Marco Papa, pilota motociclistico italiano (Perugia, n. 1958 - Adro, † 1999)
- Marco Petrini, pilota motociclistico italiano (Siena, n. 1981)
- Marco Ravaioli, pilota motociclistico italiano (Cesena, n. 1989)
- Marco Simoncelli, pilota motociclistico italiano (Cattolica, n. 1987 - Sepang, † 2011)

## Pittori(40)
- Marco Basaiti, pittore italiano (Venezia, n. 1470 - Venezia, † 1530)
- Marco Bello, pittore italiano (Venezia - Udine, † 1523)
- Marco Benefial, pittore italiano (Roma, n. 1684 - Roma, † 1764)
- Marco Berlinghieri, pittore e illustratore italiano
- Marco Bertoldi, pittore italiano (Lavarone, n. 1911 - Trento, † 1999)
- Marco del Buono, pittore e ebanista italiano (Firenze, n. 1402 - Firenze, † 1489)
- Marco Calderini, pittore e scrittore italiano (Torino, n. 1850 - † 1941)
- Marco Cardisco, pittore italiano (Tiriolo - Napoli)
- Marco Carnà, pittore, scultore e disegnatore italiano (Carnate, n. 1929 - Vimercate, † 2021)
- Marco Chierici, pittore italiano (Correggio, n. 1580)
- Marco Davanzo, pittore italiano (Ampezzo, n. 1872 - Ampezzo, † 1955)
- Marco De Gregorio, pittore italiano (Resina, n. 1829 - Resina, † 1876)
- Marco Gerra, pittore italiano (Reggio Emilia, n. 1925 - Reggio Emilia, † 2000)
- Marco Gozzi, pittore italiano (San Giovanni Bianco, n. 1759 - Milano, † 1839)
- Marco Lemmi, pittore e fotografo italiano (Livorno, n. 1834 - Livorno, † 1900)
- Marco Liberi, pittore italiano (Venezia)
- Marco Marchetti, pittore italiano (Faenza - Faenza, † 1588)
- Marco d'Oggiono, pittore italiano (Oggiono - Milano)
- Marco il Greco, pittore italiano
- Marco Marcola, pittore italiano (Verona, n. 1740 - † 1793)
- Marco Marziale, pittore italiano (Venezia - Venezia, † 1507)
- Marco Mazzaroppi, pittore italiano (Cassino, n. 1550 - Cassino, † 1620)
- Marco Mele, pittore italiano (Carbonara di Nola - Carbonara di Nola)
- Marco Meloni, pittore italiano (Carpi)
- Marco del Moro, pittore e incisore italiano (Verona)
- Marco Palmezzano, pittore e architetto italiano (Forlì - Forlì, † 1539)
- Marco Perazzolli, pittore italiano (Bosentino, n. 1934 - Cles, † 1988)
- Marco Petrus, pittore italiano (Rimini, n. 1960)
- Marco dal Pino, pittore italiano (Siena - Napoli)
- Marco Ricci, pittore italiano (Belluno, n. 1676 - Venezia, † 1730)
- Marco Ricci, pittore e incisore italiano (Roma, n. 1938 - Roma, † 1995)
- Marco Richiedei, pittore italiano (Bergamo)
- Marco Rossati, pittore italiano (Vezzano sul Crostolo, n. 1943)
- Marco Zoppo, pittore italiano (Cento, n. 1433 - Venezia, † 1478)
- Marco Sassone, pittore italiano (Campi Bisenzio, n. 1942)
- Marco Tiussi, pittore italiano (Spilimbergo)
- Marco Antonio Trefogli, pittore e stuccatore svizzero (Torricella-Taverne, n. 1782 - Torricella-Taverne, † 1854)
- Marco Vecellio, pittore italiano (Pieve di Cadore, n. 1545 - Venezia, † 1611)
- Marco Veneziano, pittore italiano
- Marco da Venezia, pittore e monaco cristiano italiano

## Poeti(13)
- Marco Argentario, poeta e retore romano
- Marco Caporali, poeta, traduttore e critico teatrale italiano (Roma, n. 1956)
- Marco Forcellini, poeta, letterato e magistrato italiano (Campo, n. 1712 - Susegana, † 1794)
- Marco Furio Bibaculo, poeta romano
- Marco Guzzi, poeta, filosofo e conduttore radiofonico italiano (Roma, n. 1955)
- Marco Anneo Lucano, poeta latino (Cordova, n. 39 - Roma, † 65)
- Marco Manilio, poeta e astrologo romano
- Marco Probo Mariano, poeta e vescovo cattolico italiano (Sulmona, n. 1455 - Sulmona, † 1494)
- Marco Marulo, poeta e umanista dalmata (Spalato, n. 1450 - Spalato, † 1524)
- Marco Valerio Marziale, poeta romano (Augusta Bilbilis - Augusta Bilbilis, † 104)
- Marco Aurelio Olimpio Nemesiano, poeta romano (Cartagine)
- Marco Pelliccioli, poeta e scrittore italiano (Seriate, n. 1982)
- Marco Pola, poeta italiano (Roncegno Terme, n. 1906 - Trento, † 1991)

## Politologi(2)
- Marco Revelli, politologo italiano (Cuneo, n. 1947)
- Marco Tarchi, politologo italiano (Roma, n. 1952)

## Poliziotti(2)
- Marco Marras, poliziotto italiano
- Marco Pittoni, carabiniere italiano (Sondrio, n. 1975 - Nocera Inferiore, † 2008)

## Presbiteri(13)
- Marco Belli, presbitero e letterato italiano (Portogruaro, n. 1857 - Portogruaro, † 1929)
- Marco Bisceglia, prete italiano (Lavello, n. 1925 - Roma, † 2001)
- Marco Ceriani, presbitero e storico italiano (Vanzago, n. 1906 - Parabiago, † 1995)
- Marco Criado, presbitero spagnolo (Andújar, n. 1522 - La Peza, † 1569)
- Marco Antonio Dressino, presbitero e religioso italiano (Montagnana, n. 1877 - Roma, † 1969)
- Marco Fortini, presbitero e patriota italiano (Fratta Polesine, n. 1784 - Fratta Polesine, † 1848)
- Marco Frisina, presbitero, compositore e direttore di coro italiano (Roma, n. 1954)
- Marco Križevčanin, presbitero croato (Križevci - Košice, † 1619)
- Marco Lastri, presbitero, scrittore e critico letterario italiano (Firenze, n. 1731 - Sant'Ilario a Settimo, † 1811)
- Marco Magistretti, presbitero e storico italiano (Milano, n. 1862 - Lecco, † 1921)
- Marco da Modena, presbitero italiano (Mocogno - Pesaro, † 1498)
- Marco Pechenino, presbitero e grecista italiano (San Giorgio Canavese, n. 1820 - † 1900)
- Marco Pozza, presbitero, scrittore e personaggio televisivo italiano (Thiene, n. 1979)

## Principi(1)
- Polemone II del Ponto, principe († 74)

## Procuratori sportivi(1)
- Marco De Marchi, procuratore sportivo e ex calciatore italiano (Milano, n. 1966)

## Produttori cinematografici(1)
- Marco Belardi, produttore cinematografico e produttore televisivo italiano (Roma, n. 1973)

## Produttori discografici(5)
- Marco Barusso, produttore discografico, arrangiatore e chitarrista italiano (Finale Ligure, n. 1973)
- Marco Cestoni, produttore discografico italiano (Tripoli, n. 1960)
- Tainy, produttore discografico portoricano (San Juan, n. 1989)
- Marco Rettani, produttore discografico, scrittore e paroliere italiano (Voghera, n. 1963)
- Infamous, produttore discografico e disc jockey statunitense (Miami)

## Psichiatri(3)
- Marco Levi Bianchini, psichiatra e psicoanalista italiano (Rovigo, n. 1875 - Nocera Inferiore, † 1961)
- Marco Lombardo Radice, psichiatra e scrittore italiano (Roma, n. 1949 - Pieve di Cadore, † 1989)
- Marco Rossi, psichiatra e sessuologo italiano (Pavia, n. 1965)

## Pubblicitari(1)
- Marco Mignani, pubblicitario italiano (Milano, n. 1944 - Milano, † 2008)

## Pugili(3)
- Marco Antonio Barrera, pugile messicano (Città del Messico, n. 1974)
- Marco Antonio Rubio, pugile messicano (Torreón, n. 1980)
- Marco Scano, ex pugile italiano (Cagliari, n. 1945)

## Rabbini(1)
- Marco Mortara, rabbino e insegnante italiano (Viadana, n. 1815 - Mantova, † 1894)

## Rapper(5)
- Anastasio, rapper italiano (Meta, n. 1997)
- Phora, rapper statunitense (Anaheim, n. 1994)
- Metal Carter, rapper italiano (Roma, n. 1978)
- Kaos, rapper e produttore discografico italiano (Caserta, n. 1971)
- Rayden, rapper e produttore discografico italiano (Torino, n. 1983)

## Registi(33)
- Marco Aleotti, regista televisivo italiano (Cirié, n. 1959)
- Marco Amenta, regista, produttore cinematografico e fotoreporter italiano (Palermo, n. 1970)
- Marco Bechis, regista, sceneggiatore e produttore cinematografico italiano (Santiago del Cile, n. 1955)
- Marco Bellocchio, regista, sceneggiatore e produttore cinematografico italiano (Bobbio, n. 1939)
- Marco Berger, regista cinematografico argentino (Buenos Aires, n. 1977)
- Marco Bernardi, regista e direttore teatrale italiano (Trento, n. 1955)
- Marco Bertozzi, regista cinematografico e storico del cinema italiano (Bologna, n. 1963)
- Marco Bigliazzi, regista, scrittore e animatore italiano (Pontedera, n. 1963 - Pisa, † 2023)
- Marco Bonfanti, regista, sceneggiatore e scrittore italiano (Milano, n. 1980)
- Marco Campogiani, regista, sceneggiatore e scrittore italiano (Minturno, n. 1969)
- Marco Colli, regista cinematografico, regista televisivo e sceneggiatore italiano (Firenze, n. 1950)
- Marco Danieli, regista italiano (Tivoli, n. 1976)
- Marco Elter, regista e sceneggiatore italiano (Torino, n. 1894 - Svizzera, † 1945)
- Marco Ferreri, regista, sceneggiatore e attore italiano (Milano, n. 1928 - Parigi, † 1997)
- Marco Filiberti, regista, sceneggiatore e drammaturgo italiano (Milano)
- Marco Gentile, regista italiano (Milano, n. 1976)
- Marco Tullio Giordana, regista, sceneggiatore e scrittore italiano (Milano, n. 1950)
- Marco Kreuzpaintner, regista, sceneggiatore e produttore cinematografico tedesco (Rosenheim, n. 1977)
- Marco Leto, regista, sceneggiatore e direttore del doppiaggio italiano (Roma, n. 1931 - Roma, † 2016)
- Marco Limberti, regista e sceneggiatore italiano (Firenze, n. 1969)
- Manetti Bros., regista, sceneggiatore e produttore cinematografico italiano (Roma, n. 1968)
- Marco Modugno, regista e sceneggiatore italiano (Roma, n. 1958)
- Marco Paracchini, regista e saggista italiano (Novara, n. 1976)
- Marco Parodi, regista italiano (Sanremo, n. 1943 - Genova, † 2019)
- Marco Pollini, regista, sceneggiatore e produttore cinematografico italiano (Verona, n. 1973)
- Marco Ponti, regista, sceneggiatore e drammaturgo italiano (Avigliana, n. 1967)
- Marco Pozzi, regista italiano (Venegono Superiore, n. 1964)
- Marco Simon Puccioni, regista, sceneggiatore e produttore cinematografico italiano
- Marco Risi, regista, sceneggiatore e produttore cinematografico italiano (Milano, n. 1951)
- Marco Salom, regista, produttore cinematografico e compositore italiano (Piacenza, n. 1966)
- Marco Serafini, regista e sceneggiatore lussemburghese (Esch-sur-Alzette, n. 1956)
- Marco Tiburtini, regista, sceneggiatore e chitarrista italiano (Roma, n. 1956)
- Marco Turco, regista e sceneggiatore italiano (Roma, n. 1960)

## Registi teatrali(4)
- Marco Lucchesi, regista teatrale italiano (Roma, n. 1955)
- Marco Mattolini, regista teatrale, sceneggiatore e autore televisivo italiano (Firenze, n. 1950)
- Marco Rampoldi, regista teatrale italiano (Milano, n. 1966)
- Marco Sciaccaluga, regista teatrale, attore e pedagogo italiano (Genova, n. 1953 - Genova, † 2021)

## Religiosi(5)
- Marco Fantuzzi da Bologna, religioso italiano (Bologna - Piacenza, † 1479)
- Marco Tullio Garganello, religioso italiano (Bologna, n. 1498)
- Marco Luzzago, religioso, dirigente d'azienda e medico italiano (Brescia, n. 1950 - Macerata, † 2022)
- Marco da Montegallo, religioso italiano (Fonditore di Montegallo, n. 1425 - Vicenza, † 1496)
- Marco de' Marconi, religioso italiano (Mantova, n. 1480 - Mantova, † 1510)

## Retori(2)
- Marco Porcio Latro, retore romano (Cordova)
- Marco Fabio Quintiliano, oratore romano (Calagurris Iulia Nasica - Roma, † 96)

## Rivoluzionari(1)
- Marco Federici, rivoluzionario e politico italiano (La Spezia, n. 1746 - Arcola, † 1824)

## Rugbisti a 15(16)
- Marco Barbini, ex rugbista a 15 italiano (Padova, n. 1990)
- Marco Bollesan, rugbista a 15, allenatore di rugby a 15 e dirigente sportivo italiano (Chioggia, n. 1941 - Bogliasco, † 2021)
- Marco Buscarini, rugbista a 15 italiano (Piacenza, n. 1956 - Rivergaro, † 2010)
- Marco Coletti, rugbista a 15 e allenatore di rugby a 15 italiano (San Donà di Piave, n. 1984)
- Marco Filippucci, ex rugbista a 15 italiano (Marostica, n. 1986)
- Marco Fuser, ex rugbista a 15 italiano (Villorba, n. 1991)
- Marco Gavazzi, ex rugbista a 15 italiano (Manerbio, n. 1980)
- Marco Geraci, ex rugbista a 15 e allenatore di rugby a 15 italiano (Palermo, n. 1982)
- Marco Lazzaroni, rugbista a 15 italiano (Udine, n. 1995)
- Marco Manfredi, rugbista a 15 italiano (Friburgo in Brisgovia, n. 1997)
- Marco Neethling, rugbista a 15 italiano (Durban, n. 1985)
- Marco Platania, ex rugbista a 15 e dirigente d'azienda italiano (Milano, n. 1973)
- Marco Riccioni, rugbista a 15 italiano (Pescara, n. 1997)
- Marco Rivaro, ex rugbista a 15 italiano (Genova, n. 1973)
- Marco Susio, rugbista a 15 italiano (Gavardo, n. 1993)
- Marco Zanon, rugbista a 15 italiano (Bassano del Grappa, n. 1997)

## Saggisti(4)
- Marco Furio Ferrario, saggista italiano (Milano, n. 1984)
- Marco Pellitteri, saggista e sociologo italiano (Palermo, n. 1974)
- Marco Rotondi, saggista e psicologo italiano (Genova, n. 1951)
- Marco Scardigli, saggista e scrittore italiano (Novara, n. 1959)

## Saltatori con gli sci(1)
- Marco Beltrame, ex saltatore con gli sci italiano (Gemona del Friuli, n. 1986)

## Santi(1)
- San Marco, santo († 269)

## Sassofonisti(2)
- Marco Castelli, sassofonista e compositore italiano (Venezia, n. 1960)
- Marco di Castri, sassofonista e chitarrista italiano (Milano, n. 1952)

## Sceneggiatori(9)
- Marco Tullio Barboni, sceneggiatore italiano (Roma, n. 1952)
- Marco Borromei, sceneggiatore italiano (Messina, n. 1986)
- Marco B. Bucci, sceneggiatore, fumettista e autore di giochi italiano (Modena, n. 1981)
- Marco Martani, sceneggiatore, commediografo e regista italiano (Spoleto, n. 1968)
- Marco Masi, sceneggiatore e regista italiano (Roma, n. 1934)
- Marco Pettenello, sceneggiatore italiano (Padova, n. 1973)
- Marco Rizzo, sceneggiatore, fumettista e giornalista italiano (Erice, n. 1983)
- Marco Tiberi, sceneggiatore e scrittore italiano (Roma, n. 1972 - Roma, † 2024)
- Marco Zavattini, sceneggiatore e autore televisivo italiano (Milano, n. 1934 - Roma, † 2023)

## Scenografi(1)
- Marco Dentici, scenografo italiano (Galati Marina, n. 1947)

## Schermidori(7)
- Marco Falchetto, schermidore austriaco (n. 1973)
- Marco Fichera, schermidore e dirigente sportivo italiano (Catania, n. 1993)
- Marco Gonçalves, schermidore portoghese (n. 1979)
- Marco Antonio Mandruzzato, schermidore italiano (Treviso, n. 1923 - Milano, † 1969)
- Marco Ramacci, schermidore italiano (Frascati, n. 1977)
- Marco Romano, ex schermidore italiano (Napoli, n. 1953)
- Marco Tricarico, ex schermidore italiano (Foggia, n. 1985)

## Sciatori alpini(14)
- Marco Abbruzzese, sciatore alpino italiano (Genova, n. 2002)
- Marco Büchel, ex sciatore alpino liechtensteinese (Walenstadt, n. 1971)
- Marco Casanova, ex sciatore alpino svizzero (Coira, n. 1976)
- Marco Fischbacher, sciatore alpino svizzero (n. 1997)
- Marco Hangl, ex sciatore alpino svizzero (Samnaun, n. 1967)
- Marco Kohler, sciatore alpino svizzero (n. 1997)
- Marco Odermatt, sciatore alpino svizzero (Buochs, n. 1997)
- Marco Pastore, ex sciatore alpino italiano (n. 1973)
- Marco Pfiffner, sciatore alpino liechtensteinese (Walenstadt, n. 1994)
- Marco Reymond, ex sciatore alpino svizzero (n. 1994)
- Marco Schwarz, sciatore alpino austriaco (Villaco, n. 1995)
- Marco Sullivan, ex sciatore alpino statunitense (Truckee, n. 1980)
- Marco Tonazzi, ex sciatore alpino italiano (Udine, n. 1961)
- Marco Tumler, ex sciatore alpino svizzero (n. 1988)

## Sciatori freestyle(1)
- Marco Tadé, sciatore freestyle svizzero (Locarno, n. 1995)

## Scrittori(43)
- Marco Tulio Aguilera Garramuño, scrittore, critico letterario e giornalista colombiano (Bogotà, n. 1949)
- Marco Alloni, scrittore e giornalista italiano (Mendrisio, n. 1967)
- Marco Archetti, scrittore italiano (Brescia, n. 1976)
- Marco Bacci, scrittore e giornalista italiano (Milano, n. 1954)
- Marco Balzano, scrittore, poeta e italianista italiano (Milano, n. 1978)
- Marco Belpoliti, scrittore, critico letterario e italianista italiano (Reggio Emilia, n. 1954)
- Marco Bettini, scrittore e giornalista italiano (Cesena, n. 1960)
- Marco Boschini, scrittore, pittore e incisore italiano (Venezia, n. 1602 - Venezia, † 1681)
- Marco Braico, scrittore italiano (Torino, n. 1968)
- Marco Buticchi, scrittore italiano (La Spezia, n. 1957)
- Marco Dolcetta, scrittore, storico e regista italiano (Milano, n. 1951 - Roma, † 2017)
- Fabrizio Caroso, scrittore, compositore e coreografo italiano (Sermoneta)
- Marco Cassardo, scrittore italiano (Torino, n. 1965)
- Marco Cavani, scrittore italiano (Bologna, n. 1952)
- Marco Ciriello, scrittore e giornalista italiano (Atripalda, n. 1975)
- Marco Cornelio Frontone, scrittore e oratore romano (n. 100 - Roma)
- Marco Cubeddu, scrittore italiano (Genova, n. 1987)
- Marco Denevi, scrittore, giornalista e avvocato argentino (Saenz Pena, n. 1922 - Buenos Aires, † 1998)
- Marco Drago, scrittore, traduttore e conduttore radiofonico italiano (Canelli, n. 1967)
- Marco Franzoso, scrittore italiano (Dolo, n. 1965)
- Marco Philopat, scrittore, editore e attivista italiano (Milano, n. 1962)
- Marco Ghizzoni, scrittore italiano (Cremona, n. 1983)
- Marco Innocenti, scrittore, sceneggiatore e fumettista italiano (Pisa, n. 1966 - Pisa, † 2022)
- Marco Lodoli, scrittore, giornalista e insegnante italiano (Roma, n. 1956)
- Marco Lucchesi, scrittore, traduttore e poeta brasiliano (Rio de Janeiro, n. 1963)
- Marco Lucchetti, scrittore italiano (Roma, n. 1959)
- Marco Magnone, scrittore italiano (Asti, n. 1981)
- Marco Malvaldi, scrittore italiano (Pisa, n. 1974)
- Marco Mancassola, scrittore italiano (Vicenza, n. 1973)
- Marco Tullio Tirone, scrittore romano (Arpino, n. 103 a.C. - Pozzuoli, † 4 a.C.)
- Marco Marsullo, scrittore italiano (Napoli, n. 1985)
- Marco Mendogni, scrittore italiano (Parma, n. 1953)
- Marco Minucio Felice, scrittore e avvocato romano (Cirta)
- Marco Missiroli, scrittore italiano (Rimini, n. 1981)
- Marco Neirotti, scrittore e giornalista italiano (Torino, n. 1954)
- Marco Pesatori, scrittore e astrologo italiano (Milano, n. 1952)
- Marco Ramperti, scrittore e giornalista italiano (Novara, n. 1886 - Roma, † 1964)
- Marco Aurelio Rivelli, scrittore italiano (Genova, n. 1935 - Milano, † 2010)
- Marco Rossari, scrittore e traduttore italiano (Milano, n. 1973)
- Marco Rovelli, scrittore e musicista italiano (Massa, n. 1969)
- Marco Salvador, scrittore italiano (San Lorenzo, n. 1948 - San Lorenzo, † 2022)
- Marco Santagata, scrittore, critico letterario e storico della letteratura italiano (Zocca, n. 1947 - Pisa, † 2020)
- Marco Vichi, scrittore italiano (Firenze, n. 1957)

## Scultori(7)
- Marco Beltrame, scultore italiano (Venezia)
- Marco Campanella, scultore e illustratore italiano (Bari, n. 1971)
- Marco Casagrande, scultore italiano (Miane, n. 1804 - Cison di Valmarino, † 1880)
- Marco Cornini, scultore italiano (Milano, n. 1966)
- Marco d'Agrate, scultore italiano (Agrate Brianza - Milano)
- Marco Romano, scultore italiano (Roma - Venezia)
- Marco Solari, scultore, architetto e ingegnere svizzero (Carona - Milano, † 1405)

## Senatori(16)
- Marco Nonio Arrio Muciano, senatore romano
- Marco Celio Faustino, senatore romano
- Marco Fulvio Flacco, senatore romano († 121 a.C.)
- Marco Annio Flavio Libone, senatore romano
- Marco Popilio Lenate, senatore e militare romano
- Marco Claudio Marcello, senatore romano (Pireo, † 45 a.C.)
- Marco Plauzio Silvano, senatore romano (Roma, † 24)
- Marco Silio Messalla, senatore romano
- Marco Giunio Omullo, senatore romano
- Marco Papirio, senatore romano (Roma - Roma, † 390 a.C.)
- Marco Egnazio Rufo, senatore romano
- Marco Ostorio Scapula, senatore romano († 66)
- Marco Nummio Umbrio Primo Senecione Albino, senatore e politico romano
- Marco Munazio Silla Ceriale, senatore romano († 219)
- Marco Valerio Messalla Rufo, senatore romano
- Marco Pedone Vergiliano, senatore romano (Antiochia di Siria, † 115)

## Sovrani(1)
- Marco Giulio Cozio, re (n. 60 a.C.)

## Storici(15)
- Marco Armiero, storico e saggista italiano (Napoli, n. 1966)
- Marco Battagli, storico italiano
- Marco Clementi, storico italiano (Roma, n. 1965)
- Marco Cremosano, storico italiano (Milano, n. 1611 - Milano, † 1704)
- Marco Di Branco, storico italiano (Roma, n. 1966)
- Marco Doria, storico e politico italiano (Genova, n. 1957)
- Marco Formentini, storico e economista italiano (Bosco Valtravaglia, n. 1811 - Milano, † 1883)
- Marco Antonio Guarini, storico e letterato italiano (Ferrara, n. 1570 - † 1638)
- Marco Guazzo, storico italiano (Padova, n. 1480 - † 1556)
- Marco Impiglia, storico, scrittore e giornalista italiano (Roma, n. 1960)
- Marco Giuniano Giustino, storico romano
- Marco Meriggi, storico e docente italiano (Roma, n. 1955)
- Marco Antonio Nicodemi, storico italiano (Tivoli - Roma)
- Marco Patricelli, storico italiano (Pescara, n. 1963)
- Marco Tangheroni, storico e medievista italiano (Pisa, n. 1946 - Pisa, † 2004)

## Storici dell'architettura(2)
- Marco Biraghi, storico dell'architettura italiano (Milano, n. 1959)
- Marco Folin, storico dell'architettura italiano (Venezia, n. 1969)

## Storici dell'arte(4)
- Marco Ciatti, storico dell'arte e funzionario italiano (Prato, n. 1955 - Prato, † 2024)
- Marco Magnani, storico dell'arte e critico d'arte italiano (Sassari, n. 1945 - Sassari, † 2003)
- Marco Magnifico Fracaro, storico dell'arte e docente italiano (Como, n. 1954)
- Marco Paoli, storico dell'arte, bibliografo e saggista italiano (Lucca, n. 1952)

## Storici della scienza(1)
- Marco Ciardi, storico della scienza e scrittore italiano (Firenze, n. 1963)

## Tennisti(4)
- Marco Bortolotti, tennista italiano (Guastalla, n. 1991)
- Marco Cecchinato, tennista italiano (Palermo, n. 1992)
- Marco Crugnola, ex tennista italiano (Varese, n. 1983)
- Marco Trungelliti, tennista argentino (Santiago del Estero, n. 1990)

## Tenori(3)
- Marco Beasley, tenore, attore e musicologo italiano (Napoli, n. 1957)
- Marco Berti, tenore italiano (Como, n. 1962)
- Marco Frusoni, tenore italiano (Roma, n. 1977)

## Teologi(2)
- Marco Cardinali, teologo, giornalista e scrittore italiano (Roma, n. 1968)
- Marco Sales, teologo e biblista italiano (Sommariva Bosco, n. 1877 - Sommariva Bosco, † 1936)

## Terroristi(2)
- Marco Barbone, ex terrorista e collaboratore di giustizia italiano (Milano, n. 1958)
- Marco Donat-Cattin, terrorista italiano (Torino, n. 1953 - Verona, † 1988)

## Tiratori a segno(1)
- Marco De Nicolo, tiratore a segno italiano (Legnano, n. 1976)

## Tiratori a volo(1)
- Marco Innocenti, tiratore a volo italiano (Prato, n. 1978)

## Traduttori(2)
- Marco Cugno, traduttore italiano (Avigliana, n. 1939 - Torino, † 2012)
- Marco da Toledo, traduttore e medico spagnolo († 1216)

## Trombettisti(1)
- Marco Tamburini, trombettista e compositore italiano (Cesena, n. 1959 - Bologna, † 2015)

## Ultramaratoneti(1)
- Marco Olmo, ultramaratoneta italiano (Alba, n. 1948)

## Umanisti(7)
- Marco Antonio Antimaco, umanista, letterato e traduttore italiano (Mantova - Ferrara, † 1552)
- Marco Antonio Bonciari, umanista e linguista italiano (Antria, n. 1555 - Padova, † 1616)
- Marco Faustino Gagliuffi, umanista, poeta e latinista italiano (Ragusa, n. 1765 - Novi Ligure, † 1834)
- Marco Mantova Benavides, umanista e giurista italiano (Padova, n. 1489 - Padova, † 1582)
- Marco Martello, umanista italiano (Petriolo, n. 1460 - Fermo, † 1531)
- Marco Musuro, umanista, letterato e poeta greco (Candia - Roma, † 1517)
- Marco Girolamo Vida, umanista, poeta e vescovo cattolico italiano (Cremona, n. 1485 - Alba, † 1566)

## Velisti(3)
- Marco Gradoni, velista italiano (Roma, n. 2004)
- Marco Novaro, velista italiano (Oneglia, n. 1912 - Sanremo, † 1993)
- Marco Rossato, velista italiano (Vicenza, n. 1974)

## Velocisti(8)
- Marco De Pasquale, ex velocista italiano (Bergamo, n. 1964)
- Marco Lorenzi, velocista italiano (Trento, n. 1993)
- Marco Menchini, velocista e ex bobbista italiano (Aosta, n. 1968)
- Marco Ricci, velocista italiano (Velletri, n. 2001)
- Marco Salvucci, ex velocista italiano (Macerata, n. 1976)
- Marco Torrieri, ex velocista italiano (Monterotondo, n. 1978)
- Marco Vaccari, ex velocista italiano (Milano, n. 1966)
- Marco Vistalli, ex velocista italiano (Alzano Lombardo, n. 1987)

## Vescovi(6)
- Marco di Atina, vescovo ebreo antico (Atina, † 96)
- Marco, vescovo (Cirene - Alessandria d'Egitto)
- Marco di Eca, vescovo e santo romano (Aeca)
- Marco I di Bisanzio, vescovo romano († 211)
- Marco I di Gerusalemme, vescovo romano († 185)
- Marco II di Alessandria, vescovo greco antico (Alessandria d'Egitto - Alessandria d'Egitto, † 154)

## Vescovi cattolici(28)
- Marco Aurelio Balbis Bertone, vescovo cattolico italiano (Chieri, n. 1725 - Novara, † 1789)
- Marco Battista Battaglini, vescovo cattolico e antiquario italiano (San Mauro Pascoli, n. 1645 - San Mauro Pascoli, † 1717)
- Marco Brunetti, vescovo cattolico italiano (Torino, n. 1962)
- Marco Antonio Campeggi, vescovo cattolico italiano (Padova - Bologna, † 1553)
- Marco Cattaneo de' Capitaneis, vescovo cattolico italiano (Novara - Alessandria, † 1478)
- Marco Corner, vescovo cattolico italiano (Venezia, n. 1557 - † 1625)
- Marco Fedeli Gonzaga, vescovo cattolico italiano (Mantova - Mantova, † 1583)
- Marco Virgilio Ferrari, vescovo cattolico italiano (Bergamo, n. 1932 - Cassano Magnago, † 2020)
- Marco Giacinto Gandolfo, vescovo cattolico italiano (Porto Maurizio, n. 1658 - Genova, † 1737)
- Marco Antonio Gregorina, vescovo cattolico, scrittore e teologo dalmata (Cattaro, n. 1735 - Cattaro, † 1815)
- Marco Antonio Gussio, vescovo cattolico italiano (Nicosia - Catania, † 1660)
- Marco Lando, vescovo cattolico italiano (Venezia, † 1426)
- Marco Lauro, vescovo cattolico italiano (Tropea - Campagna, † 1571)
- Marco Marchiani, vescovo cattolico italiano (n. 1596 - Padova, † 1663)
- Marco, vescovo cattolico italiano
- Marco Nicola, vescovo cattolico italiano (Venezia, † 1225)
- Marco Marinone, vescovo cattolico italiano (Milano - Orvieto)
- Marco Mellino, vescovo cattolico italiano (Canale, n. 1966)
- Marco Morosini, vescovo cattolico italiano (Venezia, n. 1605 - Brescia, † 1654)
- Marco Prastaro, vescovo cattolico italiano (Pisa, n. 1962)
- Marco Antonio Raimondi, vescovo cattolico italiano (Cutro, n. 1671 - Cutro, † 1732)
- Marco Salvi, vescovo cattolico italiano (Sansepolcro, n. 1954)
- Marco Saraceni, vescovo cattolico italiano (Arezzo, n. 1535 - Volterra, † 1574)
- Marc'Antonio Tomati, vescovo cattolico italiano (Caravonica, n. 1583 - Govone, † 1693)
- Marco Vaccina, vescovo cattolico italiano (Afragola, n. 1620 - Afragola, † 1671)
- Marco Vigerio, vescovo cattolico italiano
- Marco da Teramo, vescovo cattolico italiano († 1439)
- Marco Antonio Órdenes Fernández, vescovo cattolico cileno (Iquique, n. 1964)

## Vescovi cristiani orientali(5)
- Marco III di Alessandria, vescovo cristiano orientale egiziano († 1189)
- Marco IV di Alessandria, vescovo cristiano orientale egiziano (Egitto - Egitto, † 1363)
- Marco V di Alessandria, vescovo cristiano orientale egiziano (Egitto - Egitto, † 1619)
- Marco VII di Alessandria, vescovo cristiano orientale egiziano (Ossirinco - Egitto, † 1769)
- Marco VIII di Alessandria, vescovo cristiano orientale egiziano (Egitto - Egitto, † 1809)

## Vescovi ortodossi(1)
- Marco di Efeso, vescovo ortodosso bizantino (Costantinopoli, n. 1392 - Costantinopoli, † 1444)

## Viaggiatori(1)
- Marco Polo, viaggiatore, scrittore e ambasciatore italiano (Venezia, n. 1254 - Venezia, † 1324)

## Vibrafonisti(1)
- Marco Pacassoni, vibrafonista, batterista e compositore italiano (Fano, n. 1981)

## Violinisti(1)
- Marco Rogliano, violinista italiano (Roma, n. 1967)

## Wrestler(1)
- Marco Jaggi, wrestler svizzero (Bienne, n. 1980)

## Senza attività specificata(26)
- Marco Airaghi, ex politico italiano (Gorla Minore, n. 1959)
- Marco Bortolami, allenatore di rugby a 15 e ex rugbista a 15 italiano (Padova, n. 1980)
- Marco Cavagna, vigile del fuoco italiano (Bergamo, n. 1958 - L'Aquila, † 2009)
- Marco Annio Vero Cesare, romano (n. 162 - † 169)
- Marco Cornelio Cetego, romano († 196 a.C.)
- Marco Cornelio Cetego, romano
- Marco Cornelio Maluginense, romano
- Marco Curzio, romano
- Marco Giunio De Sanctis, ex boccista e dirigente sportivo italiano (Roma, n. 1962)
- Marco Fabio Vibulano, romano
- Lenio Flacco, romano (Brindisi)
- Marco Follini, ex politico e giornalista italiano (Roma, n. 1954)
- Giuliano, romano
- Marco Publicio Malleolo, romano
- Marco Claudio Marcello, romano
- Marco, romano († 407)
- Marco
- Marco Tullio Cicerone il Vecchio, romano
- Marco I Sanudo, duca († 1227)
- Marco II Sanudo, duca († 1303)
- Marco Porcio Catone, romano
- Pallante († 62)
- Marco Pecoraro Scanio, ex politico, dirigente sportivo e ex calciatore italiano (Salerno, n. 1962)
- Marco Pisetta, brigatista e collaboratore di giustizia italiano (Gardolo, n. 1945 - Bruxelles, † 1990)
- Marco Atilio Regolo, romano
- Marco Venturini, ex tiratore a volo italiano (Pistoia, n. 1960)